# Elezioni amministrative in Italia del 1964
Le elezioni amministrative in Italia del 1964 si tennero il 22 e 23 novembre 1964.
In seguito ad un ennesimo ritocco della legge elettorale, il mandato delle amministrazioni locali fu esteso a cinque anni, mentre il sistema proporzionale fu esteso ai comuni fino ai 5000 a abitanti.
Furono rinnovate 6.767 amministrazioni comunali. Andarono al voto tutti i comuni capoluogo di provincia, eccetto Aosta, Novara, Vercelli, Cremona, Bolzano, Gorizia (chiamati alle urne in occasione delle amministrative del 1961), Trieste, Ravenna, Massa, Pisa, Roma, Bari e Foggia (amministrative del 1962).
Furono altresì rinnovati tutti i consigli provinciali ad esclusione di quelli di 6 province (Foggia, Gorizia, Massa Carrara, Pesaro e Urbino, Rovigo e Vercelli), non ancora giunti al termine del loro mandato.

## Elezioni comunali

### Piemonte

#### Alessandria
| Liste                                                   | Voti   | %    | Seggi |
| ------------------------------------------------------- | ------ | ---- | ----- |
| Partito Comunista Italiano (PCI)                        | 20.992 | 32,6 | 14    |
| Democrazia Cristiana (DC)                               | 17.582 | 27,4 | 12    |
| Partito Socialista Italiano (PSI)                       | 10.602 | 16,5 | 7     |
| Partito Socialista Democratico Italiano (PSDI)          | 5.786  | 9,0  | 3     |
| Partito Liberale Italiano (PLI)                         | 4.312  | 6,7  | 2     |
| Partito Socialista Italiano di Unità Proletaria (PSIUP) | 2.829  | 4,4  | 1     |
| Movimento Sociale Italiano (MSI)                        | 1.916  | 3,0  | 1     |
| Altri                                                   | 261    | 0,4  | -     |
| Totale                                                  |        |      | 40    |

#### Asti
| Liste                                                   | Voti   | %    | Seggi |
| ------------------------------------------------------- | ------ | ---- | ----- |
| Democrazia Cristiana (DC)                               | 17.028 | 40,4 | 17    |
| Partito Comunista Italiano (PCI)                        | 9.278  | 22,0 | 9     |
| Partito Socialista Italiano (PSI)                       | 5.001  | 11,9 | 5     |
| Partito Liberale Italiano (PLI)                         | 4.222  | 10,0 | 4     |
| Partito Socialista Democratico Italiano (PSDI)          | 4.017  | 9,5  | 4     |
| Lista civica                                            | 1.021  | 2,4  | 1     |
| Partito Socialista Italiano di Unità Proletaria (PSIUP) | 857    | 2,0  | -     |
| Movimento Sociale Italiano (MSI)                        | 757    | 1,8  | -     |
| Totale                                                  |        |      | 40    |

#### Cuneo
| Liste                                                    | Voti   | %    | Seggi |
| -------------------------------------------------------- | ------ | ---- | ----- |
| Democrazia Cristiana (DC)                                | 15.829 | 51,6 | 22    |
| Partito Socialista Democratico Italiano (PSDI)           | 3.594  | 11,8 | 5     |
| Partito Socialista Italiano (PSI)                        | 3.530  | 11,5 | 5     |
| Partito Liberale Italiano (PLI)                          | 3.509  | 11,5 | 4     |
| Partito Comunista Italiano (PCI)                         | 2.301  | 7,5  | 3     |
| Movimento Sociale Italiano (MSI)                         | 792    | 2,6  | 1     |
| Partito Democratico Italiano di Unità Monarchica (PDIUM) | 559    | 1,8  | -     |
| Partito Socialista Italiano di Unità Proletaria (PSIUP)  | 529    | 1,7  | -     |
| Totale                                                   |        |      | 40    |

#### Torino
| Liste                                                    | Voti    | %     | Seggi |
| -------------------------------------------------------- | ------- | ----- | ----- |
| Democrazia Cristiana (DC)                                | 213.743 | 29,80 | 25    |
| Partito Comunista Italiano (PCI)                         | 192.728 | 26,87 | 23    |
| Partito Liberale Italiano (PLI)                          | 104.966 | 14,64 | 12    |
| Partito Socialista Italiano (PSI)                        | 80.486  | 11,22 | 9     |
| Partito Socialista Democratico Italiano (PSDI)           | 65.637  | 9,15  | 7     |
| Movimento Sociale Italiano (MSI)                         | 20.562  | 2,87  | 2     |
| Partito Socialista Italiano di Unità Proletaria (PSIUP)  | 13.928  | 1,94  | 1     |
| Partito Democratico Italiano di Unità Monarchica (PDIUM) | 9.753   | 1,36  | 1     |
| Movimento Autonomia Regionale Piemontese (MARP)          | 7.351   | 1,02  | -     |
| Nuova Democrazia                                         | 7.004   | 0,98  | -     |
| Lista Civica                                             | 1.040   | 0,15  | -     |
| Totale                                                   | 717.198 |       | 80    |

### Lombardia

#### Bergamo
| Liste                                                    | Voti   | %    | Seggi |
| -------------------------------------------------------- | ------ | ---- | ----- |
| Democrazia Cristiana (DC)                                | 34.552 | 47,6 | 25    |
| Partito Liberale Italiano (PLI)                          | 10.805 | 14,9 | 8     |
| Partito Socialista Italiano (PSI)                        | 6.753  | 9,3  | 5     |
| Partito Comunista Italiano (PCI)                         | 6.556  | 9,0  | 4     |
| Partito Socialista Democratico Italiano (PSDI)           | 6.352  | 8,7  | 4     |
| Movimento Sociale Italiano (MSI)                         | 4.704  | 6,5  | 3     |
| Partito Socialista Italiano di Unità Proletaria (PSIUP)  | 1.716  | 2,4  | 1     |
| Partito Democratico Italiano di Unità Monarchica (PDIUM) | 1.173  | 1,6  | -     |
| Totale                                                   |        |      | 40    |

#### Brescia
| Liste                                                    | Voti    | %    | Seggi |
| -------------------------------------------------------- | ------- | ---- | ----- |
| Democrazia Cristiana (DC)                                | 47.372  | 41,1 | 21    |
| Partito Comunista Italiano (PCI)                         | 21.181  | 18,4 | 9     |
| Partito Socialista Italiano (PSI)                        | 13.516  | 11,7 | 6     |
| Partito Liberale Italiano (PLI)                          | 13.372  | 11,6 | 6     |
| Partito Socialista Democratico Italiano (PSDI)           | 8.657   | 7,5  | 4     |
| Movimento Sociale Italiano (MSI)                         | 6.572   | 5,7  | 3     |
| Partito Democratico Italiano di Unità Monarchica (PDIUM) | 3.688   | 3,2  | 1     |
| Partito Repubblicano Italiano (PRI)                      | 856     | 0,7  | -     |
| Totale                                                   | 115.260 |      | 50    |

#### Como
| Liste                                                   | Voti   | %    | Seggi |
| ------------------------------------------------------- | ------ | ---- | ----- |
| Democrazia Cristiana (DC)                               | 21.319 | 38,1 | 16    |
| Partito Liberale Italiano (PLI)                         | 10.603 | 19,0 | 8     |
| Partito Comunista Italiano (PCI)                        | 6.285  | 11,2 | 5     |
| Partito Socialista Italiano (PSI)                       | 7.531  | 13,5 | 5     |
| Partito Socialista Democratico Italiano (PSDI)          | 4.827  | 8,6  | 3     |
| Movimento Sociale Italiano (MSI)                        | 3.627  | 6,5  | 2     |
| Partito Socialista Italiano di Unità Proletaria (PSIUP) | 1.736  | 3,1  | 1     |
| Totale                                                  |        |      | 40    |

#### Mantova
| Liste                                                   | Voti   | %    | Seggi |
| ------------------------------------------------------- | ------ | ---- | ----- |
| Democrazia Cristiana (DC)                               | 12.278 | 29,0 |       |
| Partito Comunista Italiano (PCI)                        | 11.539 | 27,3 |       |
| Partito Socialista Italiano (PSI)                       | 8.682  | 20,5 |       |
| Partito Liberale Italiano (PLI)                         | 3.202  | 7,5  |       |
| Partito Socialista Democratico Italiano (PSDI)          | 2.623  | 6,2  |       |
| Movimento Sociale Italiano (MSI)                        | 2.448  | 5,8  |       |
| Partito Socialista Italiano di Unità Proletaria (PSIUP) | 1.384  | 3,3  |       |
| Altri                                                   | 160    | 0,4  |       |
| Totale                                                  | 42.316 |      |       |

#### Milano
| Liste                                                    | Voti      | %     | Seggi |
| -------------------------------------------------------- | --------- | ----- | ----- |
| Democrazia Cristiana (DC)                                | 257.653   | 23,96 | 20    |
| Partito Comunista Italiano (PCI)                         | 236.013   | 21,95 | 18    |
| Partito Liberale Italiano (PLI)                          | 226.895   | 21,10 | 17    |
| Partito Socialista Italiano (PSI)                        | 171.334   | 15,93 | 13    |
| Partito Socialista Democratico Italiano (PSDI)           | 90.790    | 8,44  | 7     |
| Movimento Sociale Italiano (MSI)                         | 54.011    | 5,02  | 4     |
| Partito Socialista Italiano di Unità Proletaria (PSIUP)  | 22.022    | 2,05  | 1     |
| Partito Democratico Italiano di Unità Monarchica (PDIUM) | 10.000    | 0,93  | -     |
| Partito Nazionale Monarchico (PNM)                       | 6.663     | 0,62  | -     |
| Totale                                                   | 1.075.381 |       | 80    |

#### Pavia
| Liste                                                   | Voti   | %    | Seggi |
| ------------------------------------------------------- | ------ | ---- | ----- |
| Democrazia Cristiana (DC)                               | 15.628 | 28,4 | 12    |
| Partito Comunista Italiano (PCI)                        | 14.774 | 26,9 | 11    |
| Partito Socialista Italiano (PSI)                       | 8.820  | 16,1 | 7     |
| Partito Liberale Italiano (PLI)                         | 7.654  | 13,9 | 6     |
| Partito Socialista Democratico Italiano (PSDI)          | 3.840  | 7,0  | 3     |
| Movimento Sociale Italiano (MSI)                        | 2.500  | 4,5  | 1     |
| Partito Socialista Italiano di Unità Proletaria (PSIUP) | 1.134  | 2,1  | -     |
| Partito Repubblicano Italiano (PRI)                     | 582    | 1,1  | -     |
| Totale                                                  |        |      | 40    |

#### Varese
| Liste                                                   | Voti   | %    | Seggi |
| ------------------------------------------------------- | ------ | ---- | ----- |
| Democrazia Cristiana (DC)                               | 19.312 | 42,6 | 18    |
| Partito Socialista Italiano (PSI)                       | 6.838  | 15,1 | 6     |
| Partito Liberale Italiano (PLI)                         | 6.719  | 14,8 | 6     |
| Partito Comunista Italiano (PCI)                        | 6.011  | 13,3 | 5     |
| Partito Socialista Democratico Italiano (PSDI)          | 3.169  | 7,0  | 3     |
| Movimento Sociale Italiano (MSI)                        | 2.552  | 5,6  | 2     |
| Partito Socialista Italiano di Unità Proletaria (PSIUP) | 734    | 1,6  | -     |
| Totale                                                  |        |      | 40    |

### Trentino-Alto Adige

#### Trento
| Liste                                                   | Voti   | %    | Seggi |
| ------------------------------------------------------- | ------ | ---- | ----- |
| Democrazia Cristiana (DC)                               | 23.730 | 49,7 | 20    |
| Partito Socialista Italiano (PSI)                       | 12.044 | 25,1 | 10    |
| Partito Liberale Italiano (PLI)                         | 4.458  | 9,3  | 4     |
| Partito Comunista Italiano (PCI)                        | 3.293  | 6,9  | 3     |
| Movimento Sociale Italiano (MSI)                        | 1.672  | 3,5  | 1     |
| Partito Popolare Trentino Tirolese (PPTT)               | 1.377  | 2,9  | 1     |
| Partito Socialista Italiano di Unità Proletaria (PSIUP) | 819    | 1,7  | 1     |
| Partito Repubblicano Italiano (PRI)                     | 433    | 0,9  | -     |
| Totale                                                  | 47.826 |      | 40    |

### Veneto

#### Belluno
| Liste                                                   | Voti  | %    | Seggi |
| ------------------------------------------------------- | ----- | ---- | ----- |
| Democrazia Cristiana (DC)                               | 8.250 | 43,0 | 19    |
| Partito Socialista Italiano (PSI)                       | 2.880 | 14,8 | 6     |
| Partito Socialista Democratico Italiano (PSDI)          | 2.552 | 13,3 | 5     |
| Partito Comunista Italiano (PCI)                        | 2.472 | 12,9 | 5     |
| Partito Liberale Italiano (PLI)                         | 1.632 | 8,55 | 3     |
| Partito Socialista Italiano di Unità Proletaria (PSIUP) | 665   | 3,46 | 1     |
| Movimento Sociale Italiano (MSI)                        | 660   | 3,44 | 1     |
| Totale                                                  |       |      | 40    |

#### Padova
| Liste                                                   | Voti    | %     | Seggi |
| ------------------------------------------------------- | ------- | ----- | ----- |
| Democrazia Cristiana (DC)                               | 59.822  | 46,05 | 25    |
| Partito Comunista Italiano (PCI)                        | 21.511  | 16,56 | 8     |
| Partito Liberale Italiano (PLI)                         | 15.168  | 11,68 | 6     |
| Partito Socialista Italiano (PSI)                       | 13.196  | 10,16 | 5     |
| Partito Socialista Democratico Italiano (PSDI)          | 9.182   | 7,07  | 3     |
| Movimento Sociale Italiano (MSI)                        | 6.082   | 4,68  | 2     |
| Partito Socialista Italiano di Unità Proletaria (PSIUP) | 3.845   | 2,96  | 1     |
| Partito Repubblicano Italiano (PRI)                     | 1.101   | 0,85  | -     |
| Totale                                                  | 129.911 |       | 50    |

#### Rovigo
| Liste                                                   | Voti   | %    | Seggi |
| ------------------------------------------------------- | ------ | ---- | ----- |
| Democrazia Cristiana (DC)                               | 11.756 | 41,7 | 17    |
| Partito Comunista Italiano (PCI)                        | 7.233  | 25,7 | 11    |
| Partito Socialista Italiano (PSI)                       | 3.513  | 12,5 | 5     |
| Partito Socialista Democratico Italiano (PSDI)          | 2.086  | 7,4  | 3     |
| Partito Liberale Italiano (PLI)                         | 1.702  | 6,1  | 2     |
| Movimento Sociale Italiano (MSI)                        | 1.362  | 4,8  | 2     |
| Partito Socialista Italiano di Unità Proletaria (PSIUP) | 517    | 1,8  | -     |
| Totale                                                  |        |      | 40    |

#### Treviso
| Liste                                         | Voti | % | Seggi |
| --------------------------------------------- | ---- | - | ----- |
| Democrazia Cristiana (DC)                     |      |   |       |
| Partito Comunista Italiano (PCI)              |      |   |       |
| Partito Socialista Italiano (PSI)             |      |   |       |
| Partito Socialista Democratico Italiano (PLI) |      |   |       |
| Partito Liberale Italiano (PLI)               |      |   |       |
| Movimento Sociale Italiano (MSI)              |      |   |       |
| Partito Repubblicano Italiano (PRI)           |      |   |       |
| Totale                                        |      |   |       |

#### Venezia
| Liste                                                                 | Voti    | %     | Seggi |
| --------------------------------------------------------------------- | ------- | ----- | ----- |
| Democrazia Cristiana (DC)                                             | 74.411  | 33,86 | 21    |
| Partito Comunista Italiano (PCI)                                      | 55.364  | 25,19 | 15    |
| Partito Socialista Italiano - Partito Repubblicano Italiano (PSI-PRI) | 31.474  | 14,32 | 9     |
| Partito Liberale Italiano (PLI)                                       | 18.286  | 8,31  | 5     |
| Partito Socialista Democratico Italiano (PSDI)                        | 13.277  | 6,83  | 4     |
| Movimento Sociale Italiano (MSI)                                      | 8.733   | 3,97  | 2     |
| Partito Socialista Italiano di Unità Proletaria (PSIUP)               | 7.840   | 3,56  | 2     |
| Lista Terraferma                                                      | 7.788   | 3,54  | 2     |
| Altri                                                                 | 901     | 0,41  | -     |
| Totale                                                                | 219.798 |       | 60    |

#### Verona
| Liste                                                   | Voti    | %     | Seggi |
| ------------------------------------------------------- | ------- | ----- | ----- |
| Democrazia Cristiana (DC)                               | 69.952  | 45,89 | 25    |
| Partito Socialista Italiano (PSI)                       | 21.947  | 14,40 | 7     |
| Partito Comunista Italiano (PCI)                        | 20.094  | 13,18 | 7     |
| Partito Liberale Italiano (PLI)                         | 18.636  | 12,23 | 5     |
| Partito Socialista Democratico Italiano (PSDI)          | 11.085  | 7,27  | 3     |
| Movimento Sociale Italiano (MSI)                        | 6.490   | 4,26  | 2     |
| Partito Socialista Italiano di Unità Proletaria (PSIUP) | 4.205   | 2,76  | 1     |
| Totale                                                  | 152.409 |       | 50    |

#### Vicenza
| Liste                                                   | Voti   | %    | Seggi |
| ------------------------------------------------------- | ------ | ---- | ----- |
| Democrazia Cristiana (DC)                               | 31.681 | 48,9 | 21    |
| Partito Liberale Italiano (PLI)                         | 7.887  | 12,2 | 5     |
| Partito Socialista Italiano (PSI)                       | 7.047  | 10,9 | 4     |
| Partito Comunista Italiano (PCI)                        | 6.779  | 10,5 | 4     |
| Partito Socialista Democratico Italiano (PSDI)          | 5.147  | 8,9  | 3     |
| Movimento Sociale Italiano (MSI)                        | 3.385  | 5,2  | 2     |
| Partito Socialista Italiano di Unità Proletaria (PSIUP) | 1.896  | 2,9  | 1     |
| Totale                                                  |        |      | 40    |

### Friuli-Venezia Giulia

#### Udine
| Liste                                                    | Voti   | %    | Seggi |
| -------------------------------------------------------- | ------ | ---- | ----- |
| Democrazia Cristiana (DC)                                | 22.682 | 39,3 | 17    |
| Partito Socialista Italiano (PSI)                        | 7.918  | 13,7 | 6     |
| Partito Comunista Italiano (PCI)                         | 7.407  | 12,9 | 5     |
| Partito Liberale Italiano (PLI)                          | 7.097  | 12,3 | 5     |
| Partito Socialista Democratico Italiano (PSDI)           | 6.421  | 11,1 | 4     |
| Movimento Sociale Italiano (MSI)                         | 4.354  | 7,6  | 3     |
| Partito Socialista Italiano di Unità Proletaria (PSIUP)  | 1.002  | 1,7  | -     |
| Partito Democratico Italiano di Unità Monarchica (PDIUM) | 800    | 1,4  | -     |
| Totale                                                   |        |      | 40    |

### Liguria

#### Genova
| Liste                                                   | Voti    | %     | Seggi |
| ------------------------------------------------------- | ------- | ----- | ----- |
| Partito Comunista Italiano (PCI)                        | 169.062 | 31,70 | 26    |
| Democrazia Cristiana (DC)                               | 145.827 | 27,35 | 22    |
| Partito Socialista Italiano (PSI)                       | 83.614  | 15,68 | 13    |
| Partito Liberale Italiano (PLI)                         | 68.399  | 12,85 | 10    |
| Partito Socialista Democratico Italiano (PSDI)          | 38.001  | 7,13  | 5     |
| Movimento Sociale Italiano (MSI)                        | 10.847  | 3,72  | 4     |
| Partito Socialista Italiano di Unità Proletaria (PSIUP) | 8.509   | 1,60  | 1     |
| Totale                                                  | 524.259 |       | 80    |

#### La Spezia
| Liste                                                   | Voti | %    | Seggi |
| ------------------------------------------------------- | ---- | ---- | ----- |
| Partito Comunista Italiano (PCI)                        |      | 34,1 |       |
| Democrazia Cristiana (DC)                               |      | 31,3 |       |
| Partito Socialista Italiano (PSI)                       |      | 11,6 |       |
| Partito Liberale Italiano (PLI)                         |      | 7,4  |       |
| Partito Socialista Democratico Italiano (PSDI)          |      | 6,0  |       |
| Movimento Sociale Italiano (MSI)                        |      | 4,2  |       |
| Partito Repubblicano Italiano (PRI)                     |      | 3,6  |       |
| Partito Socialista Italiano di Unità Proletaria (PSIUP) |      | 1,8  |       |
| Totale                                                  |      |      |       |

#### Savona
| Liste                                                   | Voti | %     | Seggi |
| ------------------------------------------------------- | ---- | ----- | ----- |
| Partito Comunista Italiano (PCI)                        |      | 37,37 |       |
| Democrazia Cristiana (DC)                               |      | 28,65 |       |
| Partito Socialista Italiano (PSI)                       |      | 11,86 |       |
| Partito Socialista Democratico Italiano (PSDI)          |      | 8,34  |       |
| Partito Liberale Italiano (PLI)                         |      | 6,76  |       |
| Partito Socialista Italiano di Unità Proletaria (PSIUP) |      | 3,22  |       |
| Movimento Sociale Italiano (MSI)                        |      | 2,32  |       |
| Partito Repubblicano Italiano (PRI)                     |      | 1,48  |       |
| Totale                                                  |      |       |       |

### Emilia-Romagna

#### Bologna
| Liste                                                    | Voti    | %     | Seggi |
| -------------------------------------------------------- | ------- | ----- | ----- |
| Due Torri (PCI-Ind.)                                     | 149.433 | 44,79 | 28    |
| Democrazia Cristiana (DC)                                | 73.530  | 22,04 | 14    |
| Partito Liberale Italiano (PLI)                          | 36.707  | 11,00 | 6     |
| Partito Socialista Democratico Italiano (PSDI)           | 27.707  | 8,30  | 5     |
| Partito Socialista Italiano (PSI)                        | 25.265  | 7,57  | 4     |
| Movimento Sociale Italiano (MSI)                         | 11.274  | 3,38  | 2     |
| Partito Socialista Italiano di Unità Proletaria (PSIUP)  | 6.383   | 1,91  | 1     |
| Partito Repubblicano Italiano (PRI)                      | 1.672   | 0,50  | -     |
| Partito Democratico Italiano di Unità Monarchica (PDIUM) | 1.672   | 0,50  | -     |
| Totale                                                   | 333.655 |       | 60    |

#### Ferrara
| Liste                                                   | Voti | %    | Seggi |
| ------------------------------------------------------- | ---- | ---- | ----- |
| Partito Comunista Italiano (PCI)                        |      | 44,8 |       |
| Democrazia Cristiana (DC)                               |      | 21,1 |       |
| Partito Socialista Italiano (PSI)                       |      | 12,0 |       |
| Partito Socialista Democratico Italiano (PSDI)          |      | 8,4  |       |
| Partito Liberale Italiano (PLI)                         |      | 7,4  |       |
| Movimento Sociale Italiano (MSI)                        |      | 4,0  |       |
| Partito Socialista Italiano di Unità Proletaria (PSIUP) |      | 2,2  |       |
| Totale                                                  |      |      |       |

#### Forlì
| Liste                                                   | Voti   | %    | Seggi |
| ------------------------------------------------------- | ------ | ---- | ----- |
| Partito Comunista Italiano (PCI)                        | 25.452 | 39,9 | 17    |
| Democrazia Cristiana (DC)                               | 13.043 | 20,5 | 9     |
| Partito Repubblicano Italiano (PRI)                     | 10.491 | 16,5 | 7     |
| Partito Socialista Italiano (PSI)                       | 4.698  | 7,4  | 3     |
| Movimento Sociale Italiano (MSI)                        | 2.592  | 4,1  | 1     |
| Partito Liberale Italiano (PLI)                         | 2.455  | 3,8  | 1     |
| Partito Socialista Democratico Italiano (PSDI)          | 1.960  | 3,1  | 1     |
| Lista Fede e Avvenire                                   | 1.724  | 2,7  | 1     |
| Partito Socialista Italiano di Unità Proletaria (PSIUP) | 1.233  | 1,9  | -     |
| Totale                                                  | 63.851 |      | 40    |

#### Modena
| Liste                                                   | Voti    | %     | Seggi |
| ------------------------------------------------------- | ------- | ----- | ----- |
| Partito Comunista Italiano (PCI)                        | 47.775  | 46,93 | 24    |
| Democrazia Cristiana (DC)                               | 25.297  | 24,84 | 13    |
| Partito Socialista Italiano (PSI)                       | 8.741   | 8,58  | 4     |
| Partito Liberale Italiano (PLI)                         | 8.370   | 8,22  | 4     |
| Partito Socialista Democratico Italiano (PSDI)          | 5.900   | 5,79  | 3     |
| Partito Socialista Italiano di Unità Proletaria (PSIUP) | 3.285   | 3,23  | 1     |
| Movimento Sociale Italiano (MSI)                        | 2.442   | 2,40  | 1     |
| Totale                                                  | 101.820 |       | 50    |

#### Parma
| Liste                                                   | Voti    | %     | Seggi |
| ------------------------------------------------------- | ------- | ----- | ----- |
| Partito Comunista Italiano (PCI)                        | 38.200  | 35,68 | 19    |
| Democrazia Cristiana (DC)                               | 27.935  | 26,09 | 13    |
| Partito Socialista Italiano (PSI)                       | 16.562  | 15,47 | 8     |
| Partito Liberale Italiano (PLI)                         | 10.817  | 10,10 | 5     |
| Partito Socialista Democratico Italiano (PSDI)          | 7.012   | 6,55  | 3     |
| Movimento Sociale Italiano (MSI)                        | 3.966   | 3,70  | 1     |
| Partito Socialista Italiano di Unità Proletaria (PSIUP) | 2.567   | 2,40  | 1     |
| Totale                                                  | 107.059 |       | 50    |

#### Piacenza
| Liste                                                   | Voti   | %     | Seggi |
| ------------------------------------------------------- | ------ | ----- | ----- |
| Democrazia Cristiana (DC)                               | 19.200 | 30,16 | 13    |
| Partito Comunista Italiano (PCI)                        | 18.949 | 29,76 | 12    |
| Partito Socialista Italiano (PSI)                       | 8.630  | 13,55 | 5     |
| Partito Liberale Italiano (PLI)                         | 6.907  | 10,85 | 4     |
| Partito Socialista Democratico Italiano (PSDI)          | 6.281  | 9,86  | 4     |
| Movimento Sociale Italiano (MSI)                        | 2.108  | 3,31  | 1     |
| Partito Socialista Italiano di Unità Proletaria (PSIUP) | 1.580  | 2,48  | 1     |
| Totale                                                  | 63.655 |       | 40    |

#### Reggio Emilia
| Liste                                                   | Voti | %    | Seggi |
| ------------------------------------------------------- | ---- | ---- | ----- |
| Partito Comunista Italiano (PCI)                        |      | 45,9 |       |
| Democrazia Cristiana (DC)                               |      | 24,5 |       |
| Partito Socialista Italiano (PSI)                       |      | 8,5  |       |
| Partito Socialista Democratico Italiano (PSDI)          |      | 7,5  |       |
| Partito Liberale Italiano (PLI)                         |      | 6,9  |       |
| Partito Socialista Italiano di Unità Proletaria (PSIUP) |      | 3,6  |       |
| Movimento Sociale Italiano (MSI)                        |      | 3,1  |       |
| Totale                                                  |      |      |       |

### Toscana

#### Arezzo
| Liste                                                   | Voti   | %    | Seggi |
| ------------------------------------------------------- | ------ | ---- | ----- |
| Partito Comunista Italiano (PCI)                        | 17.742 | 35,7 | 15    |
| Democrazia Cristiana (DC)                               | 16.790 | 33,8 | 14    |
| Partito Socialista Italiano (PSI)                       | 6.738  | 13,6 | 5     |
| Movimento Sociale Italiano (MSI)                        | 2.623  | 5,3  | 2     |
| Partito Liberale Italiano (PLI)                         | 2.406  | 4,8  | 2     |
| Partito Socialista Democratico Italiano (PSDI)          | 1.829  | 3,7  | 1     |
| Partito Socialista Italiano di Unità Proletaria (PSIUP) | 1.545  | 3,1  | 1     |
| Totale                                                  |        |      | 40    |

#### Firenze
| Liste                                                    | Voti    | %     | Seggi |
| -------------------------------------------------------- | ------- | ----- | ----- |
| Partito Comunista Italiano (PCI)                         | 106.596 | 33,66 | 22    |
| Democrazia Cristiana (DC)                                | 87.117  | 27,51 | 18    |
| Partito Liberale Italiano (PLI)                          | 46.723  | 14,75 | 7     |
| Partito Socialista Italiano (PSI)                        | 32.801  | 10,36 | 6     |
| Partito Socialista Democratico Italiano (PSDI)           | 19.830  | 6,36  | 4     |
| Movimento Sociale Italiano (MSI)                         | 13.669  | 4,32  | 2     |
| Partito Socialista Italiano di Unità Proletaria (PSIUP)  | 5.666   | 1,79  | -     |
| Partito Repubblicano Italiano (PRI)                      | 2.345   | 0,74  | -     |
| Partito Democratico Italiano di Unità Monarchica (PDIUM) | 1.922   | 0,61  | -     |
| Totale                                                   | 316.669 |       | 60    |

#### Grosseto
| Liste                                                   | Voti | %    | Seggi |
| ------------------------------------------------------- | ---- | ---- | ----- |
| Partito Comunista Italiano (PCI)                        |      | 42,0 | 18    |
| Democrazia Cristiana (DC)                               |      | 24,4 | 10    |
| Partito Socialista Italiano (PSI)                       |      | 10,5 | 4     |
| Movimento Sociale Italiano (MSI)                        |      | 6,9  | 3     |
| Partito Socialista Democratico Italiano (PSDI)          |      | 4,7  | 2     |
| Partito Liberale Italiano (PLI)                         |      | 4,6  | 2     |
| Partito Repubblicano Italiano (PRI)                     |      | 3,3  | 1     |
| Partito Socialista Italiano di Unità Proletaria (PSIUP) |      | 1,7  | -     |
| Altri                                                   |      | 1,8  | -     |
| Totale                                                  |      |      | 40    |

#### Livorno
| Liste                                                   | Voti   | %    | Seggi |
| ------------------------------------------------------- | ------ | ---- | ----- |
| Partito Comunista Italiano (PCI)                        | 47.947 | 45,3 | 24    |
| Democrazia Cristiana (DC)                               | 26.761 | 25,3 | 13    |
| Partito Socialista Italiano (PSI)                       | 8.590  | 8,1  | 4     |
| Partito Socialista Democratico Italiano (PSDI)          | 5.687  | 5,4  | 2     |
| Partito Liberale Italiano (PLI)                         | 5.605  | 5,3  | 2     |
| Movimento Sociale Italiano (MSI)                        | 4.471  | 4,2  | 2     |
| Partito Socialista Italiano di Unità Proletaria (PSIUP) | 3.838  | 3,6  | 2     |
| Partito Repubblicano Italiano (PRI)                     | 2.334  | 2,2  | 1     |
| Altri                                                   | 546    | 0,5  | -     |
| Totale                                                  |        |      | 50    |

#### Lucca
| Liste                                                   | Voti   | %    | Seggi |
| ------------------------------------------------------- | ------ | ---- | ----- |
| Democrazia Cristiana (DC)                               | 29.266 | 51,3 | 22    |
| Partito Comunista Italiano (PCI)                        | 8.246  | 14,5 | 6     |
| Partito Socialista Italiano (PSI)                       | 6.588  | 11,5 | 5     |
| Partito Liberale Italiano (PLI)                         | 4.457  | 7,8  | 3     |
| Partito Socialista Democratico Italiano (PSDI)          | 3.658  | 6,4  | 2     |
| Movimento Sociale Italiano (MSI)                        | 3.172  | 5,6  | 2     |
| Partito Socialista Italiano di Unità Proletaria (PSIUP) | 933    | 1,6  | -     |
| Totale                                                  |        |      | 40    |

#### Pistoia
| Liste                                                   | Voti   | %    | Seggi |
| ------------------------------------------------------- | ------ | ---- | ----- |
| Partito Comunista Italiano (PCI)                        | 24.541 | 42,9 | 19    |
| Democrazia Cristiana (DC)                               | 17.746 | 31,0 | 13    |
| Partito Socialista Italiano (PSI)                       | 5.669  | 9,9  | 4     |
| Partito Socialista Democratico Italiano (PSDI)          | 3.429  | 6,0  | 2     |
| Partito Liberale Italiano (PLI)                         | 2.235  | 3,9  | 1     |
| Movimento Sociale Italiano (MSI)                        | 1.737  | 3,0  | 1     |
| Partito Socialista Italiano di Unità Proletaria (PSIUP) | 1.232  | 2,1  | -     |
| Partito Repubblicano Italiano (PRI)                     | 670    | 1,2  | -     |
| Totale                                                  |        |      | 40    |

#### Siena
| Liste                                                   | Voti   | %    | Seggi |
| ------------------------------------------------------- | ------ | ---- | ----- |
| Partito Comunista Italiano (PCI)                        | 18.346 | 41,3 | 18    |
| Democrazia Cristiana (DC)                               | 13.084 | 29,4 | 12    |
| Partito Socialista Italiano (PSI)                       | 3.500  | 7,9  | 3     |
| Partito Liberale Italiano (PLI)                         | 3.654  | 8,2  | 3     |
| Movimento Sociale Italiano (MSI)                        | 2.033  | 4,6  | 2     |
| Partito Socialista Democratico Italiano (PSDI)          | 1.840  | 4,1  | 1     |
| Partito Socialista Italiano di Unità Proletaria (PSIUP) | 1.701  | 3,8  | 1     |
| Partito Repubblicano Italiano (PRI)                     | 300    | 0,7  | -     |
| Totale                                                  |        |      | 40    |

### Umbria

#### Perugia
| Liste                                                   | Voti   | %    | Seggi |
| ------------------------------------------------------- | ------ | ---- | ----- |
| Partito Comunista Italiano (PCI)                        | 25.926 | 35,1 | 18    |
| Democrazia Cristiana (DC)                               | 20.518 | 27,7 | 14    |
| Partito Socialista Italiano (PSI)                       | 12.325 | 16,7 | 9     |
| Partito Socialista Democratico Italiano (PSDI)          | 4.440  | 6,0  | 3     |
| Movimento Sociale Italiano (MSI)                        | 4.285  | 5,8  | 3     |
| Partito Liberale Italiano (PLI)                         | 3.508  | 4,7  | 2     |
| Partito Socialista Italiano di Unità Proletaria (PSIUP) | 2.392  | 3,2  | 1     |
| Totale                                                  |        |      | 50    |

#### Terni
| Liste                                                   | Voti   | %     | Seggi |
| ------------------------------------------------------- | ------ | ----- | ----- |
| Partito Comunista Italiano (PCI)                        | 26.685 | 42,94 | 19    |
| Democrazia Cristiana (DC)                               | 13.421 | 21,50 | 9     |
| Partito Socialista Italiano (PSI)                       | 8.198  | 13,09 | 5     |
| Movimento Sociale Italiano (MSI)                        | 5.290  | 8,15  | 3     |
| Partito Liberale Italiano (PLI)                         | 2.667  | 4,20  | 1     |
| Partito Socialista Italiano di Unità Proletaria (PSIUP) | 2.134  | 3,43  | 1     |
| Partito Socialista Democratico Italiano (PSDI)          | 2.054  | 3,30  | 1     |
| Partito Repubblicano Italiano (PRI)                     | 1.684  | 2,7   | 1     |
| Totale                                                  | 62.133 |       | 40    |

### Marche

#### Ancona
| Liste                                                   | Voti   | %    | Seggi |
| ------------------------------------------------------- | ------ | ---- | ----- |
| Partito Comunista Italiano (PCI)                        | 20.790 | 32,3 | 17    |
| Democrazia Cristiana (DC)                               | 19.506 | 30,3 | 16    |
| Partito Socialista Italiano (PSI)                       | 6.892  | 10,7 | 5     |
| Partito Liberale Italiano (PLI)                         | 4.493  | 6,9  | 3     |
| Partito Socialista Democratico Italiano (PSDI)          | 4.309  | 6,6  | 3     |
| Partito Repubblicano Italiano (PRI)                     | 4.274  | 6,6  | 3     |
| Movimento Sociale Italiano (MSI)                        | 2.780  | 4,3  | 2     |
| Partito Socialista Italiano di Unità Proletaria (PSIUP) | 1.326  | 2,1  | 1     |
| Totale                                                  |        |      | 50    |

#### Ascoli Piceno
| Liste                                                    | Voti   | %    | Seggi |
| -------------------------------------------------------- | ------ | ---- | ----- |
| Democrazia Cristiana (DC)                                | 12.020 | 40,4 | 17    |
| Partito Comunista Italiano (PCI)                         | 5.512  | 18,5 | 8     |
| Partito Socialista Democratico Italiano (PSDI)           | 2.570  | 8,6  | 3     |
| Movimento Sociale Italiano (MSI)                         | 2.518  | 8,5  | 3     |
| Partito Socialista Italiano di Unità Proletaria (PSIUP)  | 2.099  | 7,0  | 3     |
| Partito Socialista Italiano (PSI)                        | 2.040  | 6,9  | 3     |
| Partito Liberale Italiano (PLI)                          | 1.641  | 5,5  | 2     |
| Partito Repubblicano Italiano (PRI)                      | 950    | 3,2  | 1     |
| Partito Democratico Italiano di Unità Monarchica (PDIUM) | 414    | 1,4  | -     |
| Totale                                                   | 29.759 |      | 40    |

#### Macerata
| Liste                                                   | Voti | %     | Seggi |
| ------------------------------------------------------- | ---- | ----- | ----- |
| Democrazia Cristiana (DC)                               |      | 44,46 |       |
| Partito Comunista Italiano (PCI)                        |      | 15,04 |       |
| Partito Socialista Italiano (PSI)                       |      | 9,00  |       |
| Partito Repubblicano Italiano (PRI)                     |      | 8,54  |       |
| Partito Socialista Democratico Italiano (PSDI)          |      | 8,37  |       |
| Partito Liberale Italiano (PLI)                         |      | 7,19  |       |
| Movimento Sociale Italiano (MSI)                        |      | 4,90  |       |
| Partito Socialista Italiano di Unità Proletaria (PSIUP) |      | 2,50  |       |
| Totale                                                  |      |       |       |

#### Pesaro
| Liste                                                   | Voti   | %    | Seggi |
| ------------------------------------------------------- | ------ | ---- | ----- |
| Partito Comunista Italiano (PCI)                        | 17.918 | 41,0 | 18    |
| Democrazia Cristiana (DC)                               | 12.558 | 28,8 | 12    |
| Partito Socialista Italiano (PSI)                       | 3.860  | 8,8  | 3     |
| Partito Socialista Democratico Italiano (PSDI)          | 2.777  | 6,4  | 2     |
| Partito Socialista Italiano di Unità Proletaria (PSIUP) | 2.109  | 4,8  | 2     |
| Partito Liberale Italiano (PLI)                         | 2.103  | 4,8  | 2     |
| Movimento Sociale Italiano (MSI)                        | 1.448  | 3,3  | 1     |
| Partito Repubblicano Italiano (PRI)                     | 910    | 2,1  | -     |
| Totale                                                  |        |      | 40    |

### Lazio

#### Frosinone
| Liste                                                    | Voti | %    | Seggi |
| -------------------------------------------------------- | ---- | ---- | ----- |
| Democrazia Cristiana (DC)                                |      | 38,7 | 18    |
| Lista Eterogenea                                         |      | 18,6 | 8     |
| Partito Comunista Italiano (PCI)                         |      | 12,6 | 5     |
| Partito Socialista Italiano (PSI)                        |      | 6,4  | 3     |
| Partito Socialista Democratico Italiano (PSDI)           |      | 7,7  | 3     |
| Movimento Sociale Italiano (MSI)                         |      | 5,9  | 2     |
| Partito Liberale Italiano (PLI)                          |      | 4,1  | 1     |
| Partito Socialista Italiano di Unità Proletaria (PSIUP)  |      | 2,0  | -     |
| Partito Repubblicano Italiano (PRI)                      |      | 2,1  | -     |
| Partito Democratico Italiano di Unità Monarchica (PDIUM) |      | 1,9  | -     |
| Totale                                                   |      |      | 40    |

#### Latina
| Liste                                                    | Voti   | %    | Seggi |
| -------------------------------------------------------- | ------ | ---- | ----- |
| Democrazia Cristiana (DC)                                | 13.216 | 46,6 | 21    |
| Movimento Sociale Italiano (MSI)                         | 3.647  | 12,9 | 5     |
| Partito Comunista Italiano (PCI)                         | 3.077  | 10,8 | 4     |
| Partito Socialista Italiano (PSI)                        | 2.256  | 7,9  | 3     |
| Partito Socialista Democratico Italiano (PSDI)           | 2.181  | 7,7  | 3     |
| Partito Liberale Italiano (PLI)                          | 1.586  | 5,6  | 2     |
| Partito Socialista Italiano di Unità Proletaria (PSIUP)  | 1.033  | 3,6  | 1     |
| Partito Repubblicano Italiano (PRI)                      | 1.023  | 3,6  | 1     |
| Partito Democratico Italiano di Unità Monarchica (PDIUM) | 358    | 1,3  | -     |
| Totale                                                   |        |      | 40    |

#### Rieti
| Liste                                                   | Voti  | %    | Seggi |
| ------------------------------------------------------- | ----- | ---- | ----- |
| Democrazia Cristiana (DC)                               | 6.300 | 29,8 | 13    |
| Partito Socialista Italiano (PSI)                       | 5.521 | 26,1 | 12    |
| Partito Comunista Italiano (PCI)                        | 3.672 | 17,4 | 7     |
| Movimento Sociale Italiano (MSI)                        | 1.767 | 8,3  | 3     |
| Partito Socialista Italiano di Unità Proletaria (PSIUP) | 1.031 | 4,9  | 2     |
| Partito Liberale Italiano (PLI)                         | 915   | 4,3  | 1     |
| Partito Socialista Democratico Italiano (PSDI)          | 897   | 4,2  | 1     |
| Partito Repubblicano Italiano (PRI)                     | 886   | 4,2  | 1     |
| Altri                                                   | 175   | 0,8  | -     |
| Totale                                                  |       |      | 40    |

### Abruzzo

#### Chieti
| Liste                                                   | Voti   | %    | Seggi |
| ------------------------------------------------------- | ------ | ---- | ----- |
| Democrazia Cristiana (DC)                               | 15.131 | 60,0 | 25    |
| Partito Comunista Italiano (PCI)                        | 3.525  | 14,0 | 6     |
| Partito Liberale Italiano (PLI)                         | 2.381  | 9,4  | 4     |
| Movimento Sociale Italiano (MSI)                        | 1.546  | 6,1  | 2     |
| Partito Socialista Italiano (PSI)                       | 1.337  | 5,3  | 2     |
| Partito Socialista Democratico Italiano (PSDI)          | 976    | 3,9  | 1     |
| Partito Socialista Italiano di Unità Proletaria (PSIUP) | 335    | 1,3  | -     |
| Totale                                                  |        |      | 40    |

#### L'Aquila
| Liste                                                    | Voti   | %    | Seggi |
| -------------------------------------------------------- | ------ | ---- | ----- |
| Democrazia Cristiana (DC)                                | 12.794 | 41,8 | 18    |
| Partito Comunista Italiano (PCI)                         | 4.931  | 16,1 | 7     |
| Partito Socialista Italiano (PSI)                        | 3.870  | 12,6 | 5     |
| Partito Socialista Democratico Italiano (PSDI)           | 3.312  | 10,8 | 4     |
| Partito Liberale Italiano (PLI)                          | 2.123  | 6,9  | 3     |
| Movimento Sociale Italiano (MSI)                         | 1.964  | 6,4  | 2     |
| Partito Socialista Italiano di Unità Proletaria (PSIUP)  | 747    | 2,5  | 1     |
| Partito Repubblicano Italiano (PRI)                      | 452    | 1,5  | -     |
| Partito Democratico Italiano di Unità Monarchica (PDIUM) | 429    | 1,4  | -     |
| Totale                                                   | 30.622 | 100  | 40    |

#### Pescara
| Liste                                                   | Voti   | %    | Seggi |
| ------------------------------------------------------- | ------ | ---- | ----- |
| Democrazia Cristiana (DC)                               | 18.612 | 34,0 | 14    |
| Partito Comunista Italiano (PCI)                        | 11.588 | 21,1 | 9     |
| Partito Liberale Italiano (PLI)                         | 6.266  | 11,4 | 5     |
| Partito Socialista Italiano (PSI)                       | 5.933  | 10,8 | 4     |
| Partito Socialista Democratico Italiano (PSDI)          | 5.532  | 10,1 | 4     |
| Movimento Sociale Italiano (MSI)                        | 3.919  | 7,2  | 3     |
| Partito Socialista Italiano di Unità Proletaria (PSIUP) | 1.964  | 3,6  | 1     |
| Partito Repubblicano Italiano (PRI)                     | 1.000  | 1,8  | -     |
| Totale                                                  |        |      | 40    |

### Campania

#### Avellino
| Liste                                                   | Voti | %     | Seggi |
| ------------------------------------------------------- | ---- | ----- | ----- |
| Democrazia Cristiana (DC)                               |      | 38,17 |       |
| Civica                                                  |      | 19,43 |       |
| Partito Comunista Italiano (PCI)                        |      | 10,93 |       |
| Partito Socialista Italiano (PSI)                       |      | 9,78  |       |
| Partito Socialista Italiano di Unità Proletaria (PSIUP) |      | 7,48  |       |
| Partito Socialista Democratico Italiano (PSDI)          |      | 6,82  |       |
| Movimento Sociale Italiano (MSI)                        |      | 7,4   |       |
| Totale                                                  |      |       |       |

#### Napoli
| Liste                                                    | Voti    | %     | Seggi |
| -------------------------------------------------------- | ------- | ----- | ----- |
| Democrazia Cristiana (DC)                                | 200.601 | 34,68 | 29    |
| Partito Comunista Italiano (PCI)                         | 142.349 | 24,61 | 20    |
| Movimento Sociale Italiano (MSI)                         | 59.544  | 10,29 | 8     |
| Partito Democratico Italiano di Unità Monarchica (PDIUM) | 48.337  | 8,36  | 7     |
| Partito Liberale Italiano (PLI)                          | 46.307  | 8,00  | 6     |
| Partito Socialista Italiano (PSI)                        | 37.850  | 6,54  | 5     |
| Partito Socialista Democratico Italiano (PSDI)           | 33.021  | 5,71  | 4     |
| Partito Socialista Italiano di Unità Proletaria (PSIUP)  | 9.396   | 1,62  | 1     |
| Movimento Nazionale Italiano (MNI)                       | 1.073   | 0,19  | -     |
| Totale                                                   | 578.478 |       | 80    |

#### Salerno
| Liste                                                    | Voti   | %    | Seggi |
| -------------------------------------------------------- | ------ | ---- | ----- |
| Democrazia Cristiana (DC)                                | 31.735 | 46,7 | 25    |
| Partito Comunista Italiano (PCI)                         | 9.257  | 13,6 | 7     |
| Partito Liberale Italiano (PLI)                          | 6.762  | 9,9  | 5     |
| Partito Socialista Democratico Italiano (PSDI)           | 5.842  | 8,6  | 4     |
| Movimento Sociale Italiano (MSI)                         | 5.530  | 8,1  | 4     |
| Partito Socialista Italiano (PSI)                        | 3.783  | 5,6  | 2     |
| Partito Socialista Italiano di Unità Proletaria (PSIUP)  | 2.145  | 3,2  | 1     |
| Partito Repubblicano Italiano (PRI)                      | 1.410  | 2,1  | 1     |
| Partito Democratico Italiano di Unità Monarchica (PDIUM) | 1.496  | 2,2  | 1     |
| Totale                                                   |        |      | 50    |

### Puglia

#### Brindisi
| Liste                                                   | Voti   | %    | Seggi |
| ------------------------------------------------------- | ------ | ---- | ----- |
| Democrazia Cristiana (DC)                               | 14.953 | 41,2 | 18    |
| Partito Comunista Italiano (PCI)                        | 6.572  | 18,1 | 7     |
| Movimento Sociale Italiano (MSI)                        | 6.252  | 17,2 | 7     |
| Partito Socialista Italiano (PSI)                       | 5.267  | 14,5 | 6     |
| Partito Liberale Italiano (PLI)                         | 1.403  | 3,9  | 1     |
| Partito Socialista Democratico Italiano (PSDI)          | 1.364  | 3,8  | 1     |
| Partito Socialista Italiano di Unità Proletaria (PSIUP) | 470    | 1,3  | -     |
| Totale                                                  |        |      | 40    |

#### Lecce
| Liste                                                    | Voti   | %    | Seggi |
| -------------------------------------------------------- | ------ | ---- | ----- |
| Democrazia Cristiana (DC)                                | 12.458 | 30,9 | 13    |
| Partito Democratico Italiano di Unità Monarchica (PDIUM) | 11.076 | 27,5 | 12    |
| Partito Liberale Italiano (PLI)                          | 5.090  | 12,6 | 5     |
| Movimento Sociale Italiano (MSI)                         | 3.138  | 7,8  | 3     |
| Partito Socialista Democratico Italiano (PSDI)           | 2.828  | 7,0  | 3     |
| Partito Comunista Italiano (PCI)                         | 2.561  | 6,4  | 2     |
| Partito Socialista Italiano (PSI)                        | 1.876  | 4,7  | 2     |
| Partito Repubblicano Italiano (PRI)                      | 574    | 1,4  | -     |
| Partito Socialista Italiano di Unità Proletaria (PSIUP)  | 693    | 1,7  | -     |
| Totale                                                   | 40.924 |      | 40    |

#### Taranto
| Liste                                                    | Voti   | %     | Seggi |
| -------------------------------------------------------- | ------ | ----- | ----- |
| Democrazia Cristiana (DC)                                | 41.396 | 41,86 | 23    |
| Partito Comunista Italiano (PCI)                         | 30.342 | 30,68 | 16    |
| Movimento Sociale Italiano (MSI)                         | 8.314  | 8,41  | 4     |
| Partito Socialista Italiano (PSI)                        | 7.693  | 7,78  | 4     |
| Partito Liberale Italiano (PLI)                          | 4.997  | 5,05  | 2     |
| Partito Socialista Democratico Italiano (PSDI)           | 3.359  | 3,40  | 1     |
| Partito Socialista Italiano di Unità Proletaria (PSIUP)  | 1.514  | 1,53  | -     |
| Partito Democratico Italiano di Unità Monarchica (PDIUM) | 1.272  | 1,29  | -     |
| Totale                                                   | 98.887 |       | 50    |

### Basilicata

#### Matera
| Liste                                                    | Voti  | %    | Seggi |
| -------------------------------------------------------- | ----- | ---- | ----- |
| Democrazia Cristiana (DC)                                | 7.788 | 38,7 | 17    |
| Partito Comunista Italiano (PCI)                         | 6.410 | 31,9 | 13    |
| Partito Socialista Italiano (PSI)                        | 2.728 | 13,6 | 5     |
| Partito Liberale Italiano (PLI)                          | 1.213 | 6,0  | 2     |
| Movimento Sociale Italiano (MSI)                         | 918   | 4,6  | 2     |
| Partito Socialista Italiano di Unità Proletaria (PSIUP)  | 784   | 3,9  | 1     |
| Partito Democratico Italiano di Unità Monarchica (PDIUM) | 289   | 1,3  | -     |
| Totale                                                   |       |      | 40    |

#### Potenza
| Liste                                                   | Voti | %     | Seggi |
| ------------------------------------------------------- | ---- | ----- | ----- |
| Democrazia Cristiana (DC)                               |      | 46,61 |       |
| Partito Comunista Italiano (PCI)                        |      | 14,24 |       |
| Partito Liberale Italiano (PLI)                         |      | 11,88 |       |
| Movimento Sociale Italiano (MSI)                        |      | 7,75  |       |
| Partito Socialista Democratico Italiano (PSDI)          |      | 7,63  |       |
| Partito Socialista Italiano (PSI)                       |      | 7,37  |       |
| Partito Socialista Italiano di Unità Proletaria (PSIUP) |      | 3,03  |       |
| Partito Repubblicano Italiano (PRI)                     |      | 1,5   |       |
| Totale                                                  |      |       |       |

### Calabria

#### Catanzaro
| Liste                                                   | Voti   | %    | Seggi |
| ------------------------------------------------------- | ------ | ---- | ----- |
| Democrazia Cristiana (DC)                               | 15.480 | 43,3 | 19    |
| Partito Comunista Italiano (PCI)                        | 7.905  | 22,1 | 9     |
| Partito Socialista Italiano (PSI)                       | 3.978  | 11,1 | 5     |
| Movimento Sociale Italiano (MSI)                        | 3.182  | 8,9  | 3     |
| Partito Liberale Italiano (PLI)                         | 1.858  | 5,2  | 2     |
| Partito Repubblicano Italiano (PRI)                     | 1.419  | 4,0  | 1     |
| Partito Socialista Democratico Italiano (PSDI)          | 1.390  | 3,9  | 1     |
| Partito Socialista Italiano di Unità Proletaria (PSIUP) | 517    | 1,4  | -     |
| Totale                                                  | 35.729 |      | 40    |

### Sicilia

#### Catania
| Liste                                                   | Voti    | %     | Seggi |
| ------------------------------------------------------- | ------- | ----- | ----- |
| Democrazia Cristiana (DC)                               | 87.919  | 48,16 | 30    |
| Partito Comunista Italiano (PCI)                        | 30.385  | 16,64 | 10    |
| Partito Liberale Italiano (PLI)                         | 23.095  | 12,65 | 8     |
| Movimento Sociale Italiano (MSI)                        | 13.317  | 7,29  | 4     |
| Partito Socialista Italiano (PSI)                       | 11.927  | 6,53  | 4     |
| Partito Socialista Democratico Italiano (PSDI)          | 6.797   | 3,72  | 2     |
| Partito Socialista Italiano di Unità Proletaria (PSIUP) | 5.448   | 2,98  | 1     |
| Partito Repubblicano Italiano (PRI)                     | 3.155   | 1,73  | 1     |
| Movimento Indipendentista Siciliano (MIS)               | 518     | 0,28  | -     |
| Totale                                                  | 182.561 |       | 60    |

#### Messina
| Liste                                                    | Voti    | %     | Seggi |
| -------------------------------------------------------- | ------- | ----- | ----- |
| Democrazia Cristiana (DC)                                | 45.435  | 36,85 | 23    |
| Partito Liberale Italiano (PLI)                          | 20.057  | 16,27 | 10    |
| Partito Comunista Italiano (PCI)                         | 14.915  | 12,10 | 7     |
| Partito Socialista Democratico Italiano (PSDI)           | 12.908  | 10,47 | 6     |
| Partito Socialista Italiano (PSI)                        | 9.630   | 7,81  | 5     |
| Movimento Sociale Italiano (MSI)                         | 8.236   | 6,69  | 4     |
| Partito Repubblicano Italiano (PRI)                      | 5.520   | 4,48  | 2     |
| Partito Socialista Italiano di Unità Proletaria (PSIUP)  | 4.305   | 3,49  | 2     |
| Partito Democratico Italiano di Unità Monarchica (PDIUM) | 2.652   | 2,15  | 1     |
| Totale                                                   | 123.288 |       | 60    |

#### Palermo
| Liste                                                    | Voti    | %     | Seggi |
| -------------------------------------------------------- | ------- | ----- | ----- |
| Democrazia Cristiana (DC)                                | 125.977 | 44,36 | 37    |
| Partito Comunista Italiano (PCI)                         | 37.044  | 13,04 | 11    |
| Partito Liberale Italiano (PLI)                          | 27.724  | 9,76  | 8     |
| Movimento Sociale Italiano (MSI)                         | 18.778  | 6,61  | 5     |
| Partito Socialista Democratico Italiano (PSDI)           | 17.626  | 6,21  | 5     |
| Partito Socialista Italiano (PSI)                        | 17.075  | 6,01  | 5     |
| Partito Repubblicano Italiano (PRI)                      | 13.336  | 4,70  | 4     |
| Partito Democratico Italiano di Unità Monarchica (PDIUM) | 9.917   | 3,49  | 2     |
| Partito Socialista Italiano di Unità Proletaria (PSIUP)  | 6.426   | 2,26  | 1     |
| Indipendenti                                             | 3.793   | 1,34  | 1     |
| Unione Democratica per la Nuova Repubblica               | 3.390   | 1,19  | 1     |
| Unione Siciliana Cristiano Sociale (UCS)                 | 1.739   | 0,61  | -     |
| Indipendenti                                             | 1.157   | 0,41  | -     |
| Totale                                                   | 283.982 |       | 80    |

#### Trapani
| Liste                                                   | Voti   | % | Seggi |
| ------------------------------------------------------- | ------ | - | ----- |
| Democrazia Cristiana (DC)                               | 15.085 |   | 17    |
| Partito Socialista Italiano (PSI)                       | 4.834  |   | 5     |
| Movimento Sociale Italiano (MSI)                        | 4.000  |   | 4     |
| Partito Repubblicano Italiano (PRI)                     | 3.647  |   | 4     |
| Partito Comunista Italiano (PCI)                        | 2.916  |   | 3     |
| Partito Liberale Italiano (PLI)                         | 2.816  |   | 3     |
| Partito Socialista Democratico Italiano (PSDI)          | 2.765  |   | 3     |
| Partito Socialista Italiano di Unità Proletaria (PSIUP) | 929    |   | 1     |
| Movimento Le 5 Torri                                    |        |   | -     |
| Lista civica Mulino                                     |        |   | -     |
| Totale                                                  |        |   | 40    |

### Sardegna

#### Cagliari
| Liste                                                    | Voti | %    | Seggi |
| -------------------------------------------------------- | ---- | ---- | ----- |
| Democrazia Cristiana (DC)                                |      | 43,5 | 23    |
| Partito Comunista Italiano (PCI)                         |      | 15,7 | 8     |
| Partito Liberale Italiano (PLI)                          |      | 11,5 | 6     |
| Movimento Sociale Italiano (MSI)                         |      | 7,6  | 4     |
| Partito Socialista Italiano (PSI)                        |      | 6,4  | 3     |
| Partito Sardo d'Azione (PSd'Az)                          |      | 4,4  | 2     |
| Partito Socialista Democratico Italiano (PSDI)           |      | 4,3  | 2     |
| Partito Socialista Italiano di Unità Proletaria (PSIUP)  |      | 3,6  | 1     |
| Partito Democratico Italiano di Unità Monarchica (PDIUM) |      | 3,0  | 1     |
| Totale                                                   |      |      | 50    |

#### Sassari
| Liste                                                    | Voti   | %    | Seggi |
| -------------------------------------------------------- | ------ | ---- | ----- |
| Democrazia Cristiana (DC)                                | 16.521 | 37,1 | 16    |
| Partito Comunista Italiano (PCI)                         | 6.034  | 13,6 | 6     |
| Partito Socialista Democratico Italiano (PSDI)           | 5.270  | 11,7 | 5     |
| Partito Liberale Italiano (PLI)                          | 3.090  | 6,9  | 3     |
| Partito Socialista Italiano (PSI)                        | 2.873  | 6,5  | 3     |
| Movimento Sociale Italiano (MSI)                         | 2.842  | 6,4  | 2     |
| Eterogenea                                               | 2.578  | 5,8  | 2     |
| Partito Democratico Italiano di Unità Monarchica (PDIUM) | 2.348  | 5,2  | 2     |
| Partito Sardo d'Azione (PSd'Az)                          | 1.552  | 3,3  | 1     |
| Partito Socialista Italiano di Unità Proletaria (PSIUP)  | 1.433  | 3,2  | 1     |
| Totale                                                   |        |      | 40    |

## Elezioni provinciali

### Riepilogo nazionale
| Liste  | Liste                                   | Voti       | %     | Seggi |
| ------ | --------------------------------------- | ---------- | ----- | ----- |
|        | Democrazia Cristiana                    | 9 476 812  | 37,36 | 891   |
|        | Partito Comunista Italiano              | 6 600 887  | 26,02 | 602   |
|        | Partito Socialista Italiano             | 2 866 346  | 11,30 | 244   |
|        | Partito Liberale Italiano               | 2 018 780  | 7,96  | 145   |
|        | Partito Socialista Democratico Italiano | 1 674 871  | 6,60  | 143   |
|        | Movimento Sociale Italiano              | 1 265 919  | 4,99  | 100   |
|        | PSIUP                                   | 737 079    | 2,91  | 59    |
|        | Partito Repubblicano Italiano           | 297 800    | 1,17  | 22    |
|        | PDIUM                                   | 236 952    | 0,93  | 13    |
|        | Altri                                   | 189 952    | 0,75  | 13    |
| Totale | Totale                                  | 25 365 398 | 100   | 2232  |

| Liste                                                    | Voti       | %      | Seggi |
| -------------------------------------------------------- | ---------- | ------ | ----- |
| Democrazia Cristiana (DC)                                | 9.476.812  | 37,36  | 891   |
| Partito Comunista Italiano (PCI)                         | 6.600.887  | 26,02  | 602   |
| Partito Socialista Italiano (PSI)                        | 2.866.346  | 11,30  | 244   |
| Partito Liberale Italiano (PLI)                          | 2.018.780  | 7,95   | 145   |
| Partito Socialista Democratico Italiano (PSDI)           | 1.674.871  | 6,60   | 143   |
| Movimento Sociale Italiano (MSI)                         | 1.265.919  | 4,99   | 100   |
| Partito Socialista Italiano di Unità Proletaria (PSIUP)  | 737.079    | 2,90   | 59    |
| Partito Repubblicano Italiano (PRI)                      | 297.800    | 1,17   | 22    |
| Partito Democratico Italiano di Unità Monarchica (PDIUM) | 236.952    | 0,93   | 13    |
| Altri                                                    | 189.952    | 0,74   | 13    |
| Totale                                                   | 25.365.398 | 100,00 | 2.232 |

### Piemonte

#### Provincia di Alessandria
| Liste                                                   | Voti    | %      | Seggi |
| ------------------------------------------------------- | ------- | ------ | ----- |
| Democrazia Cristiana (DC)                               | 110.589 | 33,8   | 11    |
| Partito Comunista Italiano (PCI)                        | 101.251 | 30,9   | 10    |
| Partito Socialista Italiano (PSI)                       | 31.653  | 9,7    | 3     |
| Partito Socialista Unitario (PSU)                       | 31.624  | 9,7    | 3     |
| Partito Liberale Italiano (PLI)                         | 27.450  | 8,4    | 2     |
| Partito Socialista Italiano di Unità Proletaria (PSIUP) | 13.310  | 4,1    | 1     |
| Movimento Sociale Italiano (MSI)                        | 8.274   | 2,5    | -     |
| Altri                                                   | 3.103   | 0,9    | -     |
| Totale                                                  | 327.256 | 100,00 | 30    |

#### Provincia di Asti
| Liste                                                   | Voti    | %      | Seggi |
| ------------------------------------------------------- | ------- | ------ | ----- |
| Democrazia Cristiana (DC)                               | 60.523  | 43,1   | 11    |
| Partito Comunista Italiano (PCI)                        | 25.013  | 17,8   | 5     |
| Partito Liberale Italiano (PLI)                         | 19.415  | 13,8   | 3     |
| Partito Socialista Unitario (PSU)                       | 13.736  | 9,8    | 2     |
| Partito Socialista Italiano (PSI)                       | 11.116  | 7,9    | 2     |
| Partito Socialista Italiano di Unità Proletaria (PSIUP) | 2.297   | 1,6    | -     |
| Movimento Sociale Italiano (MSI)                        | 2.036   | 1,5    | -     |
| Altri                                                   | 6.347   | 4,5    | 1     |
| Totale                                                  | 140.483 | 100,00 | 24    |

#### Provincia di Cuneo
| Liste                                                    | Voti    | %      | Seggi |
| -------------------------------------------------------- | ------- | ------ | ----- |
| Democrazia Cristiana (DC)                                | 168.659 | 50,6   | 16    |
| Partito Liberale Italiano (PLI)                          | 44.494  | 13,3   | 4     |
| Partito Socialista Italiano (PSI)                        | 36.879  | 11,1   | 3     |
| Partito Socialista Unitario (PSU)                        | 34.148  | 10,2   | 3     |
| Partito Comunista Italiano (PCI)                         | 23.579  | 7,1    | 2     |
| Partito Socialista Italiano di Unità Proletaria (PSIUP)  | 4.903   | 1,5    | -     |
| Partito Democratico Italiano di Unità Monarchica (PDIUM) | 4.315   | 1,3    | -     |
| Altri                                                    | 16.339  | 4,9    | 2     |
| Totale                                                   | 333.316 | 100,00 | 30    |

#### Provincia di Novara
| Liste                                                   | Voti    | %      | Seggi |
| ------------------------------------------------------- | ------- | ------ | ----- |
| Democrazia Cristiana (DC)                               | 112.241 | 37,3   | 12    |
| Partito Comunista Italiano (PCI)                        | 72.458  | 24,1   | 7     |
| Partito Socialista Italiano (PSI)                       | 43.086  | 14,4   | 4     |
| Partito Socialista Unitario (PSU)                       | 27.491  | 9,1    | 3     |
| Partito Liberale Italiano (PLI)                         | 24.832  | 8,3    | 2     |
| Movimento Sociale Italiano (MSI)                        | 10.018  | 3,3    | 1     |
| Partito Socialista Italiano di Unità Proletaria (PSIUP) | 9.288   | 3,1    | 1     |
| Partito Repubblicano Italiano (PRI)                     | 1.268   | 0,4    | -     |
| Totale                                                  | 300.682 | 100,00 | 30    |

#### Provincia di Torino
| Liste                                                    | Voti      | %      | Seggi |
| -------------------------------------------------------- | --------- | ------ | ----- |
| Democrazia Cristiana (DC)                                | 419.168   | 33,5   | 16    |
| Partito Comunista Italiano (PCI)                         | 312.614   | 25,0   | 12    |
| Partito Liberale Italiano (PLI)                          | 169.303   | 13,5   | 6     |
| Partito Socialista Italiano (PSI)                        | 136.729   | 10,9   | 5     |
| Partito Socialista Unitario (PSU)                        | 108.825   | 8,7    | 4     |
| Partito Socialista Italiano di Unità Proletaria (PSIUP)  | 29.623    | 2,4    | 1     |
| Movimento Sociale Italiano (MSI)                         | 28.382    | 2,3    | 1     |
| Partito Democratico Italiano di Unità Monarchica (PDIUM) | 16.060    | 1,3    | -     |
| Partito Repubblicano Italiano (PRI)                      | 6.975     | 0,5    | -     |
| Altri                                                    | 24.035    | 1,9    | -     |
| Totale                                                   | 1.251.714 | 100,00 | 45    |

### Lombardia

#### Provincia di Bergamo
| Liste                                                    | Voti    | %      | Seggi |
| -------------------------------------------------------- | ------- | ------ | ----- |
| Democrazia Cristiana (DC)                                | 263.609 | 61,8   | 23    |
| Partito Socialista Italiano (PSI)                        | 42664   | 10,0   | 4     |
| Partito Comunista Italiano (PCI)                         | 37991   | 8,9    | 3     |
| Partito Socialista Unitario (PSU)                        | 27331   | 6,4    | 2     |
| Partito Liberale Italiano (PLI)                          | 25.587  | 6,0    | 2     |
| Movimento Sociale Italiano (MSI)                         | 12.661  | 3,0    | 1     |
| Partito Socialista Italiano di Unità Proletaria (PSIUP)  | 12330   | 2,9    | 1     |
| Partito Democratico Italiano di Unità Monarchica (PDIUM) | 4.534   | 1,0    | -     |
| Totale                                                   | 426.707 | 100,00 | 36    |

#### Provincia di Brescia
| Liste                                                   | Voti    | %      | Seggi |
| ------------------------------------------------------- | ------- | ------ | ----- |
| Democrazia Cristiana (DC)                               | 273.622 | 52,3   | 20    |
| Partito Comunista Italiano (PCI)                        | 82.688  | 15,8   | 6     |
| Partito Socialista Italiano (PSI)                       | 57.729  | 11,0   | 4     |
| Partito Liberale Italiano (PLI)                         | 32.925  | 6,3    | 2     |
| Partito Socialista Unitario (PSU)                       | 32.166  | 6,2    | 2     |
| Partito Socialista Italiano di Unità Proletaria (PSIUP) | 23.090  | 4,4    | 1     |
| Movimento Sociale Italiano (MSI)                        | 18.523  | 3,5    | 1     |
| Partito Repubblicano Italiano (PRI)                     | 2.566   | 0,5    | -     |
| Totale                                                  | 523.309 | 100,00 | 36    |

#### Provincia di Como
| Liste                                                   | Voti    | %      | Seggi |
| ------------------------------------------------------- | ------- | ------ | ----- |
| Democrazia Cristiana (DC)                               | 201.165 | 50,5   | 16    |
| Partito Comunista Italiano (PCI)                        | 51.433  | 12,9   | 4     |
| Partito Socialista Italiano (PSI)                       | 50.972  | 12,8   | 4     |
| Partito Liberale Italiano (PLI)                         | 42.509  | 10,7   | 3     |
| Partito Socialista Unitario (PSU)                       | 29.688  | 7,5    | 2     |
| Partito Socialista Italiano di Unità Proletaria (PSIUP) | 11.680  | 2,9    | 1     |
| Movimento Sociale Italiano (MSI)                        | 10.858  | 2,7    | -     |
| Totale                                                  | 398.305 | 100,00 | 30    |

#### Provincia di Cremona
| Liste                                                   | Voti    | %      | Seggi |
| ------------------------------------------------------- | ------- | ------ | ----- |
| Democrazia Cristiana (DC)                               | 100.353 | 45,2   | 14    |
| Partito Comunista Italiano (PCI)                        | 49.647  | 22,4   | 7     |
| Partito Socialista Italiano (PSI)                       | 35.606  | 16,0   | 5     |
| Partito Liberale Italiano (PLI)                         | 13.129  | 5,9    | 1     |
| Partito Socialista Unitario (PSU)                       | 8.276   | 3,7    | 1     |
| Partito Socialista Italiano di Unità Proletaria (PSIUP) | 7.372   | 3,3    | 1     |
| Movimento Sociale Italiano (MSI)                        | 6.590   | 3,0    | 1     |
| Partito Repubblicano Italiano (PRI)                     | 1.132   | 0,5    | -     |
| Totale                                                  | 222.105 | 100,00 | 30    |

#### Provincia di Mantova
| Liste                                                   | Voti    | %      | Seggi |
| ------------------------------------------------------- | ------- | ------ | ----- |
| Democrazia Cristiana (DC)                               | 83.184  | 33,5   | 10    |
| Partito Comunista Italiano (PCI)                        | 77.617  | 31,3   | 10    |
| Partito Socialista Italiano (PSI)                       | 47.908  | 19,3   | 6     |
| Partito Socialista Unitario (PSU)                       | 13.483  | 5,4    | 2     |
| Partito Liberale Italiano (PLI)                         | 10.832  | 4,4    | 1     |
| Movimento Sociale Italiano (MSI)                        | 9.096   | 3,7    | 1     |
| Partito Socialista Italiano di Unità Proletaria (PSIUP) | 5.332   | 2,1    | -     |
| Partito Repubblicano Italiano (PRI)                     | 658     | 0,3    | -     |
| Totale                                                  | 248.110 | 100,00 | 30    |

#### Provincia di Milano
| Liste                                                    | Voti      | %      | Seggi |
| -------------------------------------------------------- | --------- | ------ | ----- |
| Democrazia Cristiana (DC)                                | 716.663   | 33,5   | 15    |
| Partito Comunista Italiano (PCI)                         | 520.862   | 24,3   | 11    |
| Partito Socialista Italiano (PSI)                        | 323.032   | 15,1   | 7     |
| Partito Liberale Italiano (PLI)                          | 294.116   | 13,7   | 6     |
| Partito Socialista Unitario (PSU)                        | 132.247   | 6,2    | 3     |
| Movimento Sociale Italiano (MSI)                         | 79.192    | 3,7    | 2     |
| Partito Socialista Italiano di Unità Proletaria (PSIUP)  | 46.891    | 2,2    | 1     |
| Partito Democratico Italiano di Unità Monarchica (PDIUM) | 27.378    | 1,3    | -     |
| Totale                                                   | 2.140.381 | 100,00 | 45    |

#### Provincia di Pavia
| Liste                                                   | Voti    | %      | Seggi |
| ------------------------------------------------------- | ------- | ------ | ----- |
| Partito Comunista Italiano (PCI)                        | 122.160 | 34,8   | 11    |
| Democrazia Cristiana (DC)                               | 111.557 | 31,8   | 10    |
| Partito Socialista Italiano (PSI)                       | 43.699  | 12,4   | 4     |
| Partito Liberale Italiano (PLI)                         | 28.529  | 8,1    | 2     |
| Partito Socialista Unitario (PSU)                       | 22.579  | 6,4    | 2     |
| Movimento Sociale Italiano (MSI)                        | 12.190  | 3,5    | 1     |
| Partito Socialista Italiano di Unità Proletaria (PSIUP) | 7.853   | 2,2    | -     |
| Partito Repubblicano Italiano (PRI)                     | 2712    | 0,8    | -     |
| Totale                                                  | 351.275 | 100,00 | 30    |

#### Provincia di Sondrio
| Liste                                                    | Voti   | %      | Seggi |
| -------------------------------------------------------- | ------ | ------ | ----- |
| Democrazia Cristiana (DC)                                | 46.553 | 54,9   | 14    |
| Partito Socialista Italiano (PSI)                        | 15.226 | 18,0   | 6     |
| Partito Comunista Italiano (PCI)                         | 8.741  | 10,3   | 3     |
| Partito Liberale Italiano (PLI)                          | 6.633  | 7,9    | 2     |
| Partito Socialista Unitario (PSU)                        | 5.107  | 6,0    | 1     |
| Partito Socialista Italiano di Unità Proletaria (PSIUP)  | 1.299  | 1,5    | -     |
| Partito Democratico Italiano di Unità Monarchica (PDIUM) | 1.206  | 1,4    | -     |
| Totale                                                   | 64.770 | 100,00 | 24    |

#### Provincia di Varese
| Liste                                                   | Voti    | %      | Seggi |
| ------------------------------------------------------- | ------- | ------ | ----- |
| Democrazia Cristiana (DC)                               | 177.470 | 45,2   | 14    |
| Partito Comunista Italiano (PCI)                        | 73.962  | 18,8   | 6     |
| Partito Socialista Italiano (PSI)                       | 60.117  | 15,5   | 5     |
| Partito Liberale Italiano (PLI)                         | 34.387  | 8,8    | 2     |
| Partito Socialista Unitario (PSU)                       | 25.438  | 6,5    | 2     |
| Movimento Sociale Italiano (MSI)                        | 13.107  | 3,3    | 1     |
| Partito Socialista Italiano di Unità Proletaria (PSIUP) | 7.650   | 1,9    | -     |
| Totale                                                  | 392.731 | 100,00 | 30    |

### Veneto

#### Provincia di Belluno
| Liste                                                   | Voti    | %      | Seggi |
| ------------------------------------------------------- | ------- | ------ | ----- |
| Partito Socialista Unitario (PSU)                       | 18.673  | 15,3   | 4     |
| Democrazia Cristiana (DC)                               | 63.423  | 52,1   | 13    |
| Partito Comunista Italiano (PCI)                        | 13.335  | 11,0   | 3     |
| Partito Socialista Italiano (PSI)                       | 12.907  | 10,6   | 2     |
| Partito Liberale Italiano (PLI)                         | 6.506   | 5,3    | 1     |
| Movimento Sociale Italiano (MSI)                        | 4.021   | 3,3    | 1     |
| Partito Socialista Italiano di Unità Proletaria (PSIUP) | 2.896   | 2,4    | -     |
| Totale                                                  | 121.761 | 100,00 | 24    |

#### Provincia di Padova
| Liste                                                   | Voti    | %      | Seggi |
| ------------------------------------------------------- | ------- | ------ | ----- |
| Democrazia Cristiana (DC)                               | 240.228 | 58,4   | 18    |
| Partito Comunista Italiano (PCI)                        | 61.081  | 14,9   | 4     |
| Partito Socialista Italiano (PSI)                       | 36.197  | 8,8    | 3     |
| Partito Liberale Italiano (PLI)                         | 24.259  | 5,9    | 2     |
| Partito Socialista Unitario (PSU)                       | 22.800  | 5,5    | 1     |
| Partito Socialista Italiano di Unità Proletaria (PSIUP) | 12.624  | 3,1    | 1     |
| Movimento Sociale Italiano (MSI)                        | 11.489  | 2,8    | 1     |
| Partito Repubblicano Italiano (PRI)                     | 2.529   | 0,6    | -     |
| Totale                                                  | 411.207 | 100,00 | 30    |

#### Provincia di Rovigo
| Liste                                                   | Voti    | %      | Seggi |
| ------------------------------------------------------- | ------- | ------ | ----- |
| Democrazia Cristiana (DC)                               | 62.951  | 39,8   | 10    |
| Partito Comunista Italiano (PCI)                        | 49.870  | 31,6   | 8     |
| Partito Socialista Italiano (PSI)                       | 17.356  | 11,0   | 3     |
| Partito Socialista Unitario (PSU)                       | 11.709  | 7,4    | 2     |
| Partito Liberale Italiano (PLI)                         | 7.406   | 4,7    | 1     |
| Partito Socialista Italiano di Unità Proletaria (PSIUP) | 4.350   | 2,8    | -     |
| Movimento Sociale Italiano (MSI)                        | 4.348   | 2,7    | -     |
| Totale                                                  | 157.990 | 100,00 | 24    |

#### Provincia di Treviso
| Liste                                                   | Voti    | %      | Seggi |
| ------------------------------------------------------- | ------- | ------ | ----- |
| Democrazia Cristiana (DC)                               | 205.892 | 59,1   | 19    |
| Partito Socialista Italiano (PSI)                       | 36.041  | 10,4   | 3     |
| Partito Comunista Italiano (PCI)                        | 33.519  | 9,6    | 3     |
| Partito Socialista Unitario (PSU)                       | 31.576  | 9,1    | 3     |
| Partito Liberale Italiano (PLI)                         | 17.843  | 5,1    | 1     |
| Partito Socialista Italiano di Unità Proletaria (PSIUP) | 10.204  | 2,9    | 1     |
| Movimento Sociale Italiano (MSI)                        | 7.967   | 2,8    | -     |
| Partito Repubblicano Italiano (PRI)                     | 3.765   | 1,1    | -     |
| Altri                                                   | 1.511   | 0,4    | -     |
| Totale                                                  | 348.318 | 100,00 | 30    |

#### Provincia di Venezia
| Liste                                                   | Voti    | %      | Seggi |
| ------------------------------------------------------- | ------- | ------ | ----- |
| Democrazia Cristiana (DC)                               | 182.962 | 41,0   | 16    |
| Partito Comunista Italiano (PCI)                        | 111.661 | 25,0   | 9     |
| Partito Socialista Italiano (PSI)                       | 61.979  | 13,9   | 5     |
| Partito Socialista Unitario (PSU)                       | 28.121  | 6,3    | 2     |
| Partito Liberale Italiano (PLI)                         | 26.760  | 6,0    | 2     |
| Partito Socialista Italiano di Unità Proletaria (PSIUP) | 17.837  | 4,0    | 1     |
| Movimento Sociale Italiano (MSI)                        | 14.643  | 3,3    | 1     |
| Partito Repubblicano Italiano (PRI)                     | 2.227   | 0,5    | -     |
| Totale                                                  | 446.190 | 100,00 | 36    |

#### Provincia di Verona
| Liste                                                   | Voti    | %      | Seggi |
| ------------------------------------------------------- | ------- | ------ | ----- |
| Democrazia Cristiana (DC)                               | 222.965 | 54,5   | 17    |
| Partito Socialista Italiano (PSI)                       | 53.257  | 13,0   | 4     |
| Partito Comunista Italiano (PCI)                        | 50.596  | 12,3   | 3     |
| Partito Liberale Italiano (PLI)                         | 29.662  | 7,2    | 2     |
| Partito Socialista Unitario (PSU)                       | 25.646  | 6,2    | 2     |
| Partito Socialista Italiano di Unità Proletaria (PSIUP) | 14.688  | 3,6    | 1     |
| Movimento Sociale Italiano (MSI)                        | 12.124  | 2,9    | 1     |
| Partito Repubblicano Italiano (PRI)                     | 1.081   | 0,3    | -     |
| Totale                                                  | 411.019 | 100,00 | 30    |

#### Provincia di Vicenza
| Liste                                                   | Voti    | %      | Seggi |
| ------------------------------------------------------- | ------- | ------ | ----- |
| Democrazia Cristiana (DC)                               | 232.025 | 63,9   | 20    |
| Partito Comunista Italiano (PCI)                        | 30.761  | 8,5    | 3     |
| Partito Socialista Italiano (PSI)                       | 29.538  | 8,1    | 2     |
| Partito Liberale Italiano (PLI)                         | 28.517  | 7,9    | 2     |
| Partito Socialista Unitario (PSU)                       | 23.776  | 6,5    | 2     |
| Movimento Sociale Italiano (MSI)                        | 9.567   | 2,6    | 1     |
| Partito Socialista Italiano di Unità Proletaria (PSIUP) | 7.651   | 2,1    | -     |
| Partito Repubblicano Italiano (PRI)                     | 1.470   | 0,4    | -     |
| Totale                                                  | 363.305 | 100,00 | 30    |

### Friuli-Venezia Giulia

#### Provincia di Pordenone
| Liste                                                    | Voti    | %      | Seggi |
| -------------------------------------------------------- | ------- | ------ | ----- |
| Democrazia Cristiana (DC)                                | 66.017  | 49,4   |       |
| Partito Comunista Italiano (PCI)                         | 19.476  | 14,6   |       |
| Partito Socialista Italiano (PSI)                        | 17.136  | 12,8   |       |
| Partito Socialista Unitario (PSU)                        | 14.022  | 10,5   |       |
| Partito Socialista Italiano di Unità Proletaria (PSIUP)  | 6.853   | 5,2    |       |
| Partito Liberale Italiano (PLI)                          | 5.464   | 4,1    |       |
| Movimento Sociale Italiano (MSI)                         | 3.887   | 2,9    |       |
| Partito Democratico Italiano di Unità Monarchica (PDIUM) | 699     | 0,5    |       |
| Totale                                                   | 133.554 | 100,00 | 24    |

#### Provincia di Trieste
| Liste                                                      | Voti    | %      | Seggi |
| ---------------------------------------------------------- | ------- | ------ | ----- |
| Democrazia Cristiana (DC)                                  | 69.264  | 33,20  | 8     |
| Partito Comunista Italiano (PCI)                           | 48.186  | 23,09  | 6     |
| Partito Liberale Italiano (PLI)                            | 23.306  | 11,17  | 3     |
| Movimento Sociale Italiano (MSI)                           | 21.866  | 10,48  | 3     |
| Partito Socialista Unitario (PSU)                          | 16.048  | 7,69   | 2     |
| Partito Socialista Italiano (PSI)                          | 11.190  | 5,36   | 1     |
| Unione Slovena (US)                                        | 6.950   | 3,33   | 1     |
| Movimento Indipendentista del Territorio Libero di Trieste | 4.310   | 2,09   | -     |
| Partito Repubblicano Italiano (PRI)                        | 4.094   | 1,96   | -     |
| Partito Socialista Italiano di Unità Proletaria (PSIUP)    | 2.615   | 1,25   | -     |
| Altre liste                                                | 797     | 0,38   | -     |
| Totale                                                     | 204.626 | 100,00 | 24    |

#### Provincia di Udine
| Liste                                                    | Voti    | %      | Seggi |
| -------------------------------------------------------- | ------- | ------ | ----- |
| Democrazia Cristiana (DC)                                | 143.666 | 47,4   |       |
| Partito Comunista Italiano (PCI)                         | 43.413  | 14,3   |       |
| Partito Socialista Italiano (PSI)                        | 37.970  | 12,5   |       |
| Partito Socialista Unitario (PSU)                        | 37.132  | 12,3   |       |
| Partito Liberale Italiano (PLI)                          | 16.207  | 5,3    |       |
| Movimento Sociale Italiano (MSI)                         | 14.717  | 4,9    |       |
| Partito Socialista Italiano di Unità Proletaria (PSIUP)  | 7.650   | 2,5    |       |
| Partito Democratico Italiano di Unità Monarchica (PDIUM) | 2.430   | 0,8    |       |
| Totale                                                   | 303.185 | 100,00 | 30    |

### Liguria

#### Provincia di Genova
| Liste                                                   | Voti    | %      | Seggi |
| ------------------------------------------------------- | ------- | ------ | ----- |
| Democrazia Cristiana (DC)                               | 214.396 | 31,1   | 12    |
| Partito Comunista Italiano (PCI)                        | 205.146 | 29,7   | 11    |
| Partito Socialista Italiano (PSI)                       | 103.382 | 15,0   | 5     |
| Partito Liberale Italiano (PLI)                         | 86.737  | 12,6   | 5     |
| Partito Socialista Unitario (PSU)                       | 45.345  | 6,6    | 2     |
| Movimento Sociale Italiano (MSI)                        | 24.499  | 3,5    | 1     |
| Partito Socialista Italiano di Unità Proletaria (PSIUP) | 10.540  | 1,5    | -     |
| Totale                                                  | 690.045 | 100,00 | 36    |

#### Provincia di Imperia
| Liste                                                   | Voti    | %      | Seggi |
| ------------------------------------------------------- | ------- | ------ | ----- |
| Democrazia Cristiana (DC)                               | 52.094  | 39,8   | 10    |
| Partito Comunista Italiano (PCI)                        | 30.803  | 23,5   | 6     |
| Partito Socialista Italiano (PSI)                       | 14.438  | 11,1   | 3     |
| Partito Socialista Unitario (PSU)                       | 14.113  | 10,8   | 2     |
| Partito Liberale Italiano (PLI)                         | 11.748  | 9,0    | 2     |
| Movimento Sociale Italiano (MSI)                        | 4.955   | 3,8    | 1     |
| Partito Socialista Italiano di Unità Proletaria (PSIUP) | 2.628   | 2,0    | -     |
| Totale                                                  | 130.799 | 100,00 | 24    |

#### Provincia della Spezia
| Liste                                                   | Voti    | %      | Seggi |
| ------------------------------------------------------- | ------- | ------ | ----- |
| Partito Comunista Italiano (PCI)                        | 54.294  | 34,8   | 9     |
| Democrazia Cristiana (DC)                               | 51.337  | 33,0   | 8     |
| Partito Socialista Italiano (PSI)                       | 20.004  | 12,8   | 3     |
| Partito Liberale Italiano (PLI)                         | 8.801   | 5,6    | 1     |
| Partito Socialista Unitario (PSU)                       | 8.454   | 5,4    | 1     |
| Movimento Sociale Italiano (MSI)                        | 5.399   | 3,5    | 1     |
| Partito Repubblicano Italiano (PRI)                     | 3.896   | 2,5    | 1     |
| Partito Socialista Italiano di Unità Proletaria (PSIUP) | 3.686   | 2,4    | -     |
| Totale                                                  | 155.871 | 100,00 | 24    |

#### Provincia di Savona
| Liste                                                   | Voti    | %      | Seggi |
| ------------------------------------------------------- | ------- | ------ | ----- |
| Democrazia Cristiana (DC)                               | 62.776  | 35,2   | 9     |
| Partito Comunista Italiano (PCI)                        | 55.759  | 31,2   | 8     |
| Partito Socialista Italiano (PSI)                       | 19.314  | 10,8   | 2     |
| Partito Socialista Unitario (PSU)                       | 15.100  | 8,5    | 2     |
| Partito Liberale Italiano (PLI)                         | 13.224  | 7,4    | 2     |
| Partito Socialista Italiano di Unità Proletaria (PSIUP) | 6.076   | 3,4    | 1     |
| Movimento Sociale Italiano (MSI)                        | 4.202   | 2,4    | -     |
| Partito Repubblicano Italiano (PRI)                     | 2.026   | 1,1    | -     |
| Totale                                                  | 178.477 | 100,00 | 24    |

### Emilia-Romagna

#### Provincia di Bologna
| Liste                                                    | Voti    | %      | Seggi |
| -------------------------------------------------------- | ------- | ------ | ----- |
| Partito Comunista Italiano (PCI)                         | 271.059 | 45,7   | 17    |
| Democrazia Cristiana (DC)                                | 137.734 | 23,2   | 8     |
| Partito Socialista Italiano (PSI)                        | 51.941  | 8,7    | 3     |
| Partito Socialista Unitario (PSU)                        | 47.451  | 8,0    | 3     |
| Partito Liberale Italiano (PLI)                          | 46.059  | 7,7    | 3     |
| Partito Socialista Italiano di Unità Proletaria (PSIUP)  | 17.293  | 2,9    | 1     |
| Movimento Sociale Italiano (MSI)                         | 17.051  | 2,9    | 1     |
| Partito Repubblicano Italiano (PRI)                      | 2.708   | 0,5    | -     |
| Partito Democratico Italiano di Unità Monarchica (PDIUM) | 2.312   | 0,4    | -     |
| Totale                                                   | 593.608 | 100,00 | 36    |

#### Provincia di Ferrara
| Liste                                                   | Voti    | %      | Seggi |
| ------------------------------------------------------- | ------- | ------ | ----- |
| Partito Comunista Italiano (PCI)                        | 111.401 | 43,2   | 14    |
| Democrazia Cristiana (DC)                               | 52.680  | 20,5   | 6     |
| Partito Socialista Italiano (PSI)                       | 42.227  | 16,5   | 5     |
| Partito Socialista Unitario (PSU)                       | 21.160  | 8,3    | 2     |
| Partito Liberale Italiano (PLI)                         | 13.586  | 5,3    | 1     |
| Movimento Sociale Italiano (MSI)                        | 7.448   | 2,9    | 1     |
| Partito Socialista Italiano di Unità Proletaria (PSIUP) | 6.231   | 2,4    | 1     |
| Partito Repubblicano Italiano (PRI)                     | 1.795   | 0,7    | -     |
| Totale                                                  | 256.528 | 100,00 | 30    |

#### Provincia di Modena
| Liste                                                   | Voti    | %      | Seggi |
| ------------------------------------------------------- | ------- | ------ | ----- |
| Partito Comunista Italiano (PCI)                        | 160.138 | 47,0   | 15    |
| Democrazia Cristiana (DC)                               | 96.128  | 28,2   | 9     |
| Partito Socialista Italiano (PSI)                       | 30.881  | 9,1    | 3     |
| Partito Socialista Unitario (PSU)                       | 18.368  | 5,4    | 1     |
| Partito Liberale Italiano (PLI)                         | 17.169  | 5,0    | 1     |
| Partito Socialista Italiano di Unità Proletaria (PSIUP) | 12.052  | 3,5    | 1     |
| Movimento Sociale Italiano (MSI)                        | 6.154   | 1,8    | -     |
| Totale                                                  | 340.890 | 100,00 | 30    |

#### Provincia di Parma
| Liste                                                    | Voti    | %      | Seggi |
| -------------------------------------------------------- | ------- | ------ | ----- |
| Partito Comunista Italiano (PCI)                         | 90.080  | 34,9   | 11    |
| Democrazia Cristiana (DC)                                | 77.928  | 30,2   | 9     |
| Partito Socialista Italiano (PSI)                        | 37.825  | 14,7   | 4     |
| Partito Liberale Italiano (PLI)                          | 18.986  | 7,4    | 2     |
| Partito Socialista Unitario (PSU)                        | 16.908  | 6,5    | 2     |
| Movimento Sociale Italiano (MSI)                         | 8.186   | 3,2    | 1     |
| Partito Socialista Italiano di Unità Proletaria (PSIUP)  | 6.594   | 2,6    | 1     |
| Partito Democratico Italiano di Unità Monarchica (PDIUM) | 1.414   | 0,5    | -     |
| Totale                                                   | 257.921 | 100,00 | 30    |

#### Provincia di Piacenza
| Liste                                                   | Voti    | %      | Seggi |
| ------------------------------------------------------- | ------- | ------ | ----- |
| Democrazia Cristiana (DC)                               | 67.377  | 36,5   | 9     |
| Partito Comunista Italiano (PCI)                        | 56.818  | 30,8   | 8     |
| Partito Socialista Italiano (PSI)                       | 20.637  | 11,2   | 3     |
| Partito Socialista Unitario (PSU)                       | 16.379  | 8,9    | 2     |
| Partito Liberale Italiano (PLI)                         | 14.159  | 7,7    | 2     |
| Partito Socialista Italiano di Unità Proletaria (PSIUP) | 4.674   | 2,5    | -     |
| Movimento Sociale Italiano (MSI)                        | 4.597   | 2,4    | -     |
| Totale                                                  | 184.581 | 100,00 | 24    |

#### Provincia di Reggio Emilia
| Liste                                                   | Voti    | %      | Seggi |
| ------------------------------------------------------- | ------- | ------ | ----- |
| Partito Comunista Italiano (PCI)                        | 118.512 | 46,6   | 15    |
| Democrazia Cristiana (DC)                               | 70.270  | 27,6   | 9     |
| Partito Socialista Italiano (PSI)                       | 21.581  | 8,5    | 2     |
| Partito Socialista Unitario (PSU)                       | 17.689  | 7,0    | 2     |
| Partito Liberale Italiano (PLI)                         | 10.455  | 4,1    | 1     |
| Partito Socialista Italiano di Unità Proletaria (PSIUP) | 9.734   | 3,8    | 1     |
| Movimento Sociale Italiano (MSI)                        | 5.966   | 2,4    | -     |
| Totale                                                  | 254.217 | 100,00 | 30    |

### Toscana

#### Provincia di Arezzo
| Liste                                                   | Voti    | %      | Seggi |
| ------------------------------------------------------- | ------- | ------ | ----- |
| Partito Comunista Italiano (PCI)                        | 76.259  | 39,6   | 12    |
| Democrazia Cristiana (DC)                               | 66.255  | 34,4   | 11    |
| Partito Socialista Italiano (PSI)                       | 23.619  | 12,3   | 3     |
| Partito Socialista Unitario (PSU)                       | 6.777   | 3,5    | 1     |
| Partito Liberale Italiano (PLI)                         | 6.661   | 3,4    | 1     |
| Movimento Sociale Italiano (MSI)                        | 6.288   | 3,3    | 1     |
| Partito Socialista Italiano di Unità Proletaria (PSIUP) | 6.023   | 3,1    | 1     |
| Partito Repubblicano Italiano (PRI)                     | 753     | 0,4    | -     |
| Totale                                                  | 192.635 | 100,00 | 30    |

#### Provincia di Firenze
| Liste                                                    | Voti    | %      | Seggi |
| -------------------------------------------------------- | ------- | ------ | ----- |
| Partito Comunista Italiano (PCI)                         | 307.483 | 44,1   | 16    |
| Democrazia Cristiana (DC)                                | 197.515 | 28,3   | 11    |
| Partito Socialista Italiano (PSI)                        | 70.311  | 10,1   | 4     |
| Partito Liberale Italiano (PLI)                          | 48.735  | 7,0    | 2     |
| Partito Socialista Unitario (PSU)                        | 29.277  | 4,2    | 1     |
| Movimento Sociale Italiano (MSI)                         | 22.088  | 3,2    | 1     |
| Partito Socialista Italiano di Unità Proletaria (PSIUP)  | 15.757  | 2,2    | 1     |
| Partito Repubblicano Italiano (PRI)                      | 3.215   | 0,5    | -     |
| Partito Democratico Italiano di Unità Monarchica (PDIUM) | 2.980   | 0,4    | -     |
| Totale                                                   | 697.361 | 100,00 | 36    |

#### Provincia di Grosseto
| Liste                                                   | Voti    | %      | Seggi |
| ------------------------------------------------------- | ------- | ------ | ----- |
| Partito Comunista Italiano (PCI)                        | 59.287  | 40,9   | 10    |
| Democrazia Cristiana (DC)                               | 34.029  | 24,7   | 6     |
| Partito Socialista Italiano (PSI)                       | 16.285  | 11,8   | 3     |
| Partito Repubblicano Italiano (PRI)                     | 8.368   | 6,1    | 1     |
| Partito Socialista Unitario (PSU)                       | 7.278   | 5,3    | 1     |
| Movimento Sociale Italiano (MSI)                        | 7.097   | 5,2    | 1     |
| Partito Liberale Italiano (PLI)                         | 3.876   | 2,8    | 1     |
| Partito Socialista Italiano di Unità Proletaria (PSIUP) | 3.462   | 2,5    | 1     |
| Altri                                                   | 967     | 0,7    | -     |
| Totale                                                  | 137.649 | 100,00 | 24    |

#### Provincia di Livorno
| Liste                                                   | Voti    | %      | Seggi |
| ------------------------------------------------------- | ------- | ------ | ----- |
| Partito Comunista Italiano (PCI)                        | 97.983  | 47,8   | 15    |
| Democrazia Cristiana (DC)                               | 48.468  | 23,7   | 7     |
| Partito Socialista Italiano (PSI)                       | 17.493  | 8,5    | 3     |
| Partito Socialista Unitario (PSU)                       | 10.332  | 5,1    | 2     |
| Partito Liberale Italiano (PLI)                         | 9.603   | 4,7    | 1     |
| Movimento Sociale Italiano (MSI)                        | 8.813   | 4,3    | 1     |
| Partito Socialista Italiano di Unità Proletaria (PSIUP) | 8.095   | 4,0    | 1     |
| Partito Repubblicano Italiano (PRI)                     | 3.381   | 1,6    | -     |
| Altri                                                   | 673     | 0,3    | -     |
| Totale                                                  | 204.841 | 100,00 | 30    |

#### Provincia di Lucca
| Liste                                                   | Voti    | %      | Seggi |
| ------------------------------------------------------- | ------- | ------ | ----- |
| Democrazia Cristiana (DC)                               | 106.086 | 46,4   | 15    |
| Partito Comunista Italiano (PCI)                        | 44.493  | 19,4   | 6     |
| Partito Socialista Italiano (PSI)                       | 32.641  | 14,3   | 4     |
| Partito Liberale Italiano (PLI)                         | 13.055  | 5,7    | 2     |
| Partito Socialista Unitario (PSU)                       | 12.198  | 5,3    | 1     |
| Movimento Sociale Italiano (MSI)                        | 11.001  | 4,6    | 1     |
| Partito Repubblicano Italiano (PRI)                     | 5.064   | 2,2    | 1     |
| Partito Socialista Italiano di Unità Proletaria (PSIUP) | 4.301   | 1,9    | -     |
| Totale                                                  | 228.839 | 100,00 | 30    |

#### Provincia di Pisa
| Liste                                                   | Voti    | %      | Seggi |
| ------------------------------------------------------- | ------- | ------ | ----- |
| Partito Comunista Italiano (PCI)                        | 101.546 | 42,3   | 13    |
| Democrazia Cristiana (DC)                               | 60.165  | 28,9   | 9     |
| Partito Socialista Italiano (PSI)                       | 29.670  | 12,4   | 4     |
| Movimento Sociale Italiano (MSI)                        | 11.799  | 4,9    | 1     |
| Partito Socialista Unitario (PSU)                       | 10.172  | 4,2    | 1     |
| Partito Liberale Italiano (PLI)                         | 8.614   | 3,6    | 1     |
| Partito Socialista Italiano di Unità Proletaria (PSIUP) | 5.907   | 2,5    | 1     |
| Partito Repubblicano Italiano (PRI)                     | 2.916   | 1,2    | -     |
| Totale                                                  | 239.789 | 100,00 | 30    |

#### Provincia di Pistoia
| Liste                                                   | Voti    | %      | Seggi |
| ------------------------------------------------------- | ------- | ------ | ----- |
| Partito Comunista Italiano (PCI)                        | 68.674  | 44,4   | 11    |
| Democrazia Cristiana (DC)                               | 46.898  | 30,3   | 8     |
| Partito Socialista Italiano (PSI)                       | 15.077  | 9,7    | 2     |
| Partito Socialista Unitario (PSU)                       | 8.388   | 5,4    | 1     |
| Movimento Sociale Italiano (MSI)                        | 6.053   | 3,9    | 1     |
| Partito Liberale Italiano (PLI)                         | 4.806   | 3,1    | 1     |
| Partito Socialista Italiano di Unità Proletaria (PSIUP) | 3.806   | 2,5    | -     |
| Partito Repubblicano Italiano (PRI)                     | 1.103   | 0,7    | -     |
| Totale                                                  | 154.805 | 100,00 | 24    |

#### Provincia di Siena
| Liste                                                   | Voti    | %      | Seggi |
| ------------------------------------------------------- | ------- | ------ | ----- |
| Partito Comunista Italiano (PCI)                        | 96.347  | 54,2   | 14    |
| Democrazia Cristiana (DC)                               | 40.667  | 27,9   | 6     |
| Partito Socialista Italiano (PSI)                       | 14.210  | 8,0    | 2     |
| Partito Socialista Italiano di Unità Proletaria (PSIUP) | 7.859   | 4,4    | 1     |
| Partito Liberale Italiano (PLI)                         | 7.208   | 4,0    | 1     |
| Partito Socialista Unitario (PSU)                       | 5.507   | 3,1    | -     |
| Movimento Sociale Italiano (MSI)                        | 5.227   | 2,9    | -     |
| Partito Repubblicano Italiano (PRI)                     | 853     | 0,5    |       |
| Totale                                                  | 177.878 | 100,00 | 24    |

### Umbria

#### Provincia di Perugia
| Liste                                                   | Voti    | %      | Seggi |
| ------------------------------------------------------- | ------- | ------ | ----- |
| Partito Comunista Italiano (PCI)                        | 134.929 | 39,6   | 12    |
| Democrazia Cristiana (DC)                               | 102.742 | 30,2   | 9     |
| Partito Socialista Italiano (PSI)                       | 46.920  | 13,8   | 4     |
| Movimento Sociale Italiano (MSI)                        | 18.116  | 5,3    | 2     |
| Partito Socialista Italiano di Unità Proletaria (PSIUP) | 12.022  | 3,5    | 1     |
| Partito Socialista Unitario (PSU)                       | 10.998  | 3,2    | 1     |
| Partito Liberale Italiano (PLI)                         | 10.848  | 3,2    | 1     |
| Partito Repubblicano Italiano (PRI)                     | 3.844   | 1,2    | -     |
| Totale                                                  | 340.419 | 100,00 | 30    |

#### Provincia di Terni
| Liste                                                   | Voti    | %      | Seggi |
| ------------------------------------------------------- | ------- | ------ | ----- |
| Partito Comunista Italiano (PCI)                        | 55.070  | 39,2   | 10    |
| Democrazia Cristiana (DC)                               | 36.325  | 25,9   | 6     |
| Partito Socialista Italiano (PSI)                       | 19.334  | 13,8   | 3     |
| Movimento Sociale Italiano (MSI)                        | 10.084  | 7,2    | 2     |
| Partito Socialista Italiano di Unità Proletaria (PSIUP) | 5.987   | 4,3    | 1     |
| Partito Liberale Italiano (PLI)                         | 5.477   | 3,9    | 1     |
| Partito Repubblicano Italiano (PRI)                     | 4.429   | 3,1    | 1     |
| Partito Socialista Unitario (PSU)                       | 3.681   | 2,6    | -     |
| Totale                                                  | 140.387 | 100,00 | 24    |

### Marche

#### Provincia di Ancona
| Liste                                                   | Voti    | %      | Seggi |
| ------------------------------------------------------- | ------- | ------ | ----- |
| Democrazia Cristiana (DC)                               | 90.992  | 36,1   | 11    |
| Partito Comunista Italiano (PCI)                        | 77.013  | 30,5   | 10    |
| Partito Socialista Italiano (PSI)                       | 28.924  | 11,5   | 3     |
| Partito Socialista Unitario (PSU)                       | 14.277  | 5,6    | 2     |
| Partito Repubblicano Italiano (PRI)                     | 12.608  | 5,0    | 1     |
| Partito Liberale Italiano (PLI)                         | 12.255  | 4,9    | 1     |
| Movimento Sociale Italiano (MSI)                        | 8.748   | 3,5    | 1     |
| Partito Socialista Italiano di Unità Proletaria (PSIUP) | 7.286   | 2,9    | 1     |
| Totale                                                  | 252.103 | 100,00 | 30    |

#### Provincia di Ascoli Piceno
| Liste                                                   | Voti    | %      | Seggi |
| ------------------------------------------------------- | ------- | ------ | ----- |
| Democrazia Cristiana (DC)                               | 72.990  | 37,7   | 12    |
| Partito Comunista Italiano (PCI)                        | 51.801  | 26,8   | 8     |
| Partito Socialista Italiano (PSI)                       | 15.658  | 8,1    | 2     |
| Movimento Sociale Italiano (MSI)                        | 14.755  | 7,6    | 2     |
| Partito Socialista Unitario (PSU)                       | 11.196  | 5,8    | 2     |
| Partito Liberale Italiano (PLI)                         | 10.209  | 5,3    | 2     |
| Partito Socialista Italiano di Unità Proletaria (PSIUP) | 8.493   | 4,4    | 1     |
| Partito Repubblicano Italiano (PRI)                     | 8.381   | 4,3    | 1     |
| Totale                                                  | 193.483 | 100,00 | 30    |

#### Provincia di Macerata
| Liste                                                   | Voti    | %      | Seggi |
| ------------------------------------------------------- | ------- | ------ | ----- |
| Democrazia Cristiana (DC)                               | 75.605  | 43,2   | 11    |
| Partito Comunista Italiano (PCI)                        | 37.244  | 21,3   | 5     |
| Partito Socialista Italiano (PSI)                       | 17.039  | 9,7    | 2     |
| Partito Socialista Unitario (PSU)                       | 12.268  | 7,0    | 2     |
| Partito Repubblicano Italiano (PRI)                     | 10.196  | 5,8    | 1     |
| Movimento Sociale Italiano (MSI)                        | 8.502   | 4,8    | 1     |
| Partito Liberale Italiano (PLI)                         | 8.399   | 4,8    | 1     |
| Partito Socialista Italiano di Unità Proletaria (PSIUP) | 5.950   | 3,4    | 1     |
| Totale                                                  | 175.203 | 100,00 | 24    |

### Lazio

#### Provincia di Frosinone
| Liste                                                    | Voti    | %      | Seggi |
| -------------------------------------------------------- | ------- | ------ | ----- |
| Democrazia Cristiana (DC)                                | 81.884  | 35,7   | 11    |
| Partito Comunista Italiano (PCI)                         | 44.733  | 19,5   | 6     |
| Partito Socialista Italiano (PSI)                        | 26.184  | 11,4   | 4     |
| Partito Socialista Unitario (PSU)                        | 18.969  | 8,3    | 2     |
| Movimento Sociale Italiano (MSI)                         | 15.478  | 6,7    | 2     |
| Partito Liberale Italiano (PLI)                          | 15.214  | 6,6    | 2     |
| Partito Repubblicano Italiano (PRI)                      | 6.758   | 2,9    | 1     |
| Partito Socialista Italiano di Unità Proletaria (PSIUP)  | 5.285   | 2,3    | 1     |
| Partito Democratico Italiano di Unità Monarchica (PDIUM) | 2.412   | 1,0    | -     |
| Totale                                                   | 229.772 | 100,00 | 30    |

#### Provincia di Latina
| Liste                                                    | Voti    | %      | Seggi |
| -------------------------------------------------------- | ------- | ------ | ----- |
| Democrazia Cristiana (DC)                                | 59.484  | 35,1   | 11    |
| Partito Comunista Italiano (PCI)                         | 37.986  | 22,4   | 7     |
| Movimento Sociale Italiano (MSI)                         | 17.674  | 10,4   | 3     |
| Partito Socialista Italiano (PSI)                        | 16.518  | 9,8    | 3     |
| Partito Socialista Unitario (PSU)                        | 9.485   | 5,6    | 2     |
| Partito Socialista Italiano di Unità Proletaria (PSIUP)  | 8.011   | 4,7    | 1     |
| Partito Liberale Italiano (PLI)                          | 7.978   | 4,7    | 1     |
| Partito Repubblicano Italiano (PRI)                      | 6.875   | 4,1    | 1     |
| Partito Democratico Italiano di Unità Monarchica (PDIUM) | 1.472   | 0,9    | -     |
| Altri                                                    | 3.934   | 2,3    | 1     |
| Totale                                                   | 169.417 | 100,00 | 30    |

#### Provincia di Rieti
| Liste                                                   | Voti   | %      | Seggi |
| ------------------------------------------------------- | ------ | ------ | ----- |
| Democrazia Cristiana (DC)                               | 32.227 | 34,8   | 9     |
| Partito Comunista Italiano (PCI)                        | 17.985 | 20,0   | 5     |
| Partito Socialista Italiano (PSI)                       | 15.021 | 16,7   | 4     |
| Partito Socialista Unitario (PSU)                       | 7.824  | 8,7    | 2     |
| Movimento Sociale Italiano (MSI)                        | 5.927  | 6,6    | 1     |
| Partito Liberale Italiano (PLI)                         | 4.468  | 5,1    | 1     |
| Partito Socialista Italiano di Unità Proletaria (PSIUP) | 3.033  | 3,4    | 1     |
| Partito Repubblicano Italiano (PRI)                     | 2.951  | 3,3    | 1     |
| Altri                                                   | 1.277  | 1,4    | -     |
| Totale                                                  | 89.863 | 100,00 | 24    |

#### Provincia di Roma
| Liste                                                    | Voti    | %      | Seggi |
| -------------------------------------------------------- | ------- | ------ | ----- |
| Democrazia Cristiana (DC)                                | 497.794 | 29,1   | 13    |
| Partito Comunista Italiano (PCI)                         | 479.921 | 28,0   | 13    |
| Movimento Sociale Italiano (MSI)                         | 189.995 | 11,1   | 5     |
| Partito Liberale Italiano (PLI)                          | 185.288 | 10,8   | 5     |
| Partito Socialista Italiano (PSI)                        | 170.484 | 10,0   | 4     |
| Partito Socialista Unitario (PSU)                        | 81.359  | 4,7    | 2     |
| Partito Socialista Italiano di Unità Proletaria (PSIUP)  | 33.600  | 2,0    | 1     |
| Partito Repubblicano Italiano (PRI)                      | 30.992  | 1,8    | 1     |
| Partito Democratico Italiano di Unità Monarchica (PDIUM) | 26.539  | 1,6    | 1     |
| Altri                                                    | 15.302  | 0,9    | -     |
| Totale                                                   |         | 100,00 | 45    |

#### Provincia di Viterbo
| Liste                                                    | Voti   | %      | Seggi |
| -------------------------------------------------------- | ------ | ------ | ----- |
| Democrazia Cristiana (DC)                                | 51.725 | 32,9   | 8     |
| Partito Comunista Italiano (PCI)                         | 47.007 | 29,9   | 8     |
| Movimento Sociale Italiano (MSI)                         | 16.616 | 10,6   | 3     |
| Partito Socialista Italiano (PSI)                        | 13.138 | 8,4    | 2     |
| Partito Socialista Unitario (PSU)                        | 7.377  | 4,7    | 1     |
| Partito Socialista Italiano di Unità Proletaria (PSIUP)  | 6.824  | 4,3    | 1     |
| Partito Liberale Italiano (PLI)                          | 6.769  | 4,3    | 1     |
| Partito Democratico Italiano di Unità Monarchica (PDIUM) | 4.246  | 2,7    | -     |
| Partito Repubblicano Italiano (PRI)                      | 3.355  | 2,1    | -     |
| Totale                                                   |        | 100,00 | 24    |

### Abruzzo

#### Provincia di Chieti
| Liste                                                   | Voti    | %      | Seggi |
| ------------------------------------------------------- | ------- | ------ | ----- |
| Democrazia Cristiana (DC)                               | 97.172  | 50,3   | 16    |
| Partito Comunista Italiano (PCI)                        | 33.970  | 17,6   | 5     |
| Partito Socialista Italiano (PSI)                       | 16.399  | 8,5    | 2     |
| Partito Socialista Unitario (PSU)                       | 12.016  | 6,2    | 2     |
| Partito Liberale Italiano (PLI)                         | 10.720  | 5,5    | 2     |
| Movimento Sociale Italiano (MSI)                        | 10.623  | 5,5    | 1     |
| Partito Repubblicano Italiano (PRI)                     | 7.731   | 4,0    | 1     |
| Partito Socialista Italiano di Unità Proletaria (PSIUP) | 4.665   | 2,4    | 1     |
| Totale                                                  | 193.206 | 100,00 | 30    |

#### Provincia dell'Aquila
| Liste                                                   | Voti    | %      | Seggi |
| ------------------------------------------------------- | ------- | ------ | ----- |
| Democrazia Cristiana (DC)                               | 71.214  | 42,2   | 13    |
| Partito Comunista Italiano (PCI)                        | 32.244  | 19,1   | 6     |
| Partito Socialista Italiano (PSI)                       | 16.381  | 9,7    | 3     |
| Partito Socialista Unitario (PSU)                       | 16.151  | 9,6    | 3     |
| Movimento Sociale Italiano (MSI)                        | 14.370  | 8,5    | 2     |
| Partito Liberale Italiano (PLI)                         | 9.205   | 5,4    | 2     |
| Partito Socialista Italiano di Unità Proletaria (PSIUP) | 6.573   | 3,9    | 1     |
| Partito Repubblicano Italiano (PRI)                     | 2.699   | 1,6    | -     |
| Totale                                                  | 168.837 | 100,00 | 30    |

#### Provincia di Pescara
| Liste                                                   | Voti    | %      | Seggi |
| ------------------------------------------------------- | ------- | ------ | ----- |
| Democrazia Cristiana (DC)                               | 47.765  | 35,4   | 9     |
| Partito Comunista Italiano (PCI)                        | 36.650  | 27,2   | 7     |
| Partito Socialista Italiano (PSI)                       | 13.386  | 9,9    | 2     |
| Partito Socialista Unitario (PSU)                       | 11.129  | 8,3    | 2     |
| Partito Liberale Italiano (PLI)                         | 9.921   | 7,4    | 2     |
| Movimento Sociale Italiano (MSI)                        | 8.241   | 6,1    | 1     |
| Partito Socialista Italiano di Unità Proletaria (PSIUP) | 5.595   | 4,1    | 1     |
| Partito Repubblicano Italiano (PRI)                     | 2.201   | 1,6    | -     |
| Totale                                                  | 134.888 | 100,00 | 24    |

#### Provincia di Teramo
| Liste                                                   | Voti    | %      | Seggi |
| ------------------------------------------------------- | ------- | ------ | ----- |
| Democrazia Cristiana (DC)                               | 55799   | 42,0   | 11    |
| Partito Comunista Italiano (PCI)                        | 34310   | 25,8   | 7     |
| Partito Socialista Italiano (PSI)                       | 11.770  | 8,9    | 2     |
| Partito Socialista Italiano di Unità Proletaria (PSIUP) | 8.161   | 6,1    | 1     |
| Partito Socialista Unitario (PSU)                       | 7.551   | 5,7    | 1     |
| Partito Liberale Italiano (PLI)                         | 6.936   | 5,2    | 1     |
| Movimento Sociale Italiano (MSI)                        | 6.401   | 4,8    | 1     |
| Partito Repubblicano Italiano (PRI)                     | 1.939   | 1,5    | -     |
| Totale                                                  | 132.867 | 100,00 | 24    |

### Molise

#### Provincia di Campobasso
| Liste                                                   | Voti    | %      | Seggi |
| ------------------------------------------------------- | ------- | ------ | ----- |
| Democrazia Cristiana (DC)                               | 53.199  | 42,6   |       |
| Partito Comunista Italiano (PCI)                        | 19.327  | 15,5   |       |
| Partito Socialista Italiano (PSI)                       | 11.699  | 9,4    |       |
| Partito Liberale Italiano (PLI)                         | 10.096  | 8,1    |       |
| Movimento Sociale Italiano (MSI)                        | 9.792   | 7,8    |       |
| Partito Socialista Unitario (PSU)                       | 9.314   | 7,5    |       |
| Partito Socialista Italiano di Unità Proletaria (PSIUP) | 5.925   | 4,8    |       |
| Partito Repubblicano Italiano (PRI)                     | 2.740   | 2,2    |       |
| Totale                                                  | 124.880 | 100,00 | 24    |

#### Provincia di Isernia
| Liste                                                   | Voti   | %      | Seggi |
| ------------------------------------------------------- | ------ | ------ | ----- |
| Democrazia Cristiana (DC)                               | 22.664 | 45,2   |       |
| Partito Comunista Italiano (PCI)                        | 8.087  | 16,1   |       |
| Partito Liberale Italiano (PLI)                         | 5.288  | 10,6   |       |
| Partito Socialista Italiano (PSI)                       | 5.135  | 10,3   |       |
| Movimento Sociale Italiano (MSI)                        | 3.076  | 6,1    |       |
| Partito Socialista Unitario (PSU)                       | 2.357  | 4,7    |       |
| Partito Socialista Italiano di Unità Proletaria (PSIUP) | 960    | 1,9    |       |
| Partito Repubblicano Italiano (PRI)                     | 440    | 0,9    |       |
| Altri                                                   | 2.109  | 4,2    |       |
| Totale                                                  | 50.116 | 100,00 | 24    |

### Campania

#### Provincia di Avellino
| Liste                                                    | Voti    | %      | Seggi |
| -------------------------------------------------------- | ------- | ------ | ----- |
| Democrazia Cristiana (DC)                                | 80.724  | 36,8   | 12    |
| Partito Comunista Italiano (PCI)                         | 36.850  | 16,5   | 5     |
| Partito Socialista Italiano (PSI)                        | 25.491  | 11,6   | 4     |
| Movimento Sociale Italiano (MSI)                         | 18.105  | 8,2    | 2     |
| Partito Democratico Italiano di Unità Monarchica (PDIUM) | 16.943  | 7,7    | 2     |
| Partito Socialista Unitario (PSU)                        | 15.779  | 7,2    | 2     |
| Partito Liberale Italiano (PLI)                          | 12.334  | 5,6    | 2     |
| Partito Socialista Italiano di Unità Proletaria (PSIUP)  | 11.618  | 5,3    | 1     |
| Partito Repubblicano Italiano (PRI)                      | 1.733   | 0,8    | -     |
| Totale                                                   | 219.577 | 100,00 | 30    |

#### Provincia di Benevento
| Liste                                                    | Voti    | %      | Seggi |
| -------------------------------------------------------- | ------- | ------ | ----- |
| Democrazia Cristiana (DC)                                | 66.806  | 41,8   | 13    |
| Partito Liberale Italiano (PLI)                          | 24.548  | 15,4   | 5     |
| Partito Comunista Italiano (PCI)                         | 17.257  | 10,8   | 3     |
| Movimento Sociale Italiano (MSI)                         | 14.742  | 9,2    | 3     |
| Partito Socialista Italiano (PSI)                        | 12.865  | 8,1    | 2     |
| Partito Socialista Unitario (PSU)                        | 9.628   | 6,0    | 2     |
| Partito Democratico Italiano di Unità Monarchica (PDIUM) | 6.903   | 4,3    | 1     |
| Partito Socialista Italiano di Unità Proletaria (PSIUP)  | 4.971   | 3,1    | 1     |
| Partito Repubblicano Italiano (PRI)                      | 2.056   | 1,3    | -     |
| Totale                                                   | 159.756 | 100,00 | 30    |

#### Provincia di Caserta
| Liste                                                   | Voti    | %      | Seggi |
| ------------------------------------------------------- | ------- | ------ | ----- |
| Democrazia Cristiana (DC)                               | 125.841 | 39,7   | 12    |
| Partito Comunista Italiano (PCI)                        | 56.088  | 17,7   | 5     |
| Partito Socialista Italiano (PSI)                       | 43.639  | 13,8   | 4     |
| Partito Socialista Unitario (PSU)                       | 32.735  | 10,3   | 3     |
| Partito Liberale Italiano (PLI)                         | 27.730  | 8,7    | 3     |
| Movimento Sociale Italiano (MSI)                        | 24.185  | 7,6    | 2     |
| Partito Socialista Italiano di Unità Proletaria (PSIUP) | 7.019   | 2,2    | 1     |
| Totale                                                  | 317.237 | 100,00 | 30    |

#### Provincia di Napoli
| Liste                                                    | Voti     | %      | Seggi |
| -------------------------------------------------------- | -------- | ------ | ----- |
| Democrazia Cristiana (DC)                                | 407.190  | 34,4   | 16    |
| Partito Comunista Italiano (PCI)                         | 302.679  | 25,5   | 12    |
| Movimento Sociale Italiano (MSI)                         | 110.405  | 9,3    | 4     |
| Partito Socialista Italiano (PSI)                        | 96.262   | 8,1    | 4     |
| Partito Liberale Italiano (PLI)                          | 94.944   | 8,0    | 3     |
| Partito Socialista Unitario (PSU)                        | 76.828   | 6,5    | 3     |
| Partito Democratico Italiano di Unità Monarchica (PDIUM) | 56.702   | 4,8    | 2     |
| Partito Socialista Italiano di Unità Proletaria (PSIUP)  | 33.584   | 2,8    | 1     |
| Partito Repubblicano Italiano (PRI)                      | 6.653    | 0,6    | -     |
| Totale                                                   | 118.5236 | 100,00 | 45    |

#### Provincia di Salerno
| Liste                                                    | Voti    | %      | Seggi |
| -------------------------------------------------------- | ------- | ------ | ----- |
| Democrazia Cristiana (DC)                                | 167.462 | 36,7   | 14    |
| Partito Comunista Italiano (PCI)                         | 72.188  | 15,8   | 6     |
| Partito Socialista Unitario (PSU)                        | 61.730  | 13,5   | 5     |
| Partito Socialista Italiano (PSI)                        | 37.940  | 8,3    | 3     |
| Partito Liberale Italiano (PLI)                          | 36.373  | 8,0    | 3     |
| Movimento Sociale Italiano (MSI)                         | 33.912  | 7,4    | 2     |
| Partito Socialista Italiano di Unità Proletaria (PSIUP)  | 19.834  | 4,4    | 1     |
| Partito Repubblicano Italiano (PRI)                      | 15.934  | 3,5    | 1     |
| Partito Democratico Italiano di Unità Monarchica (PDIUM) | 10.908  | 2,4    | 1     |
| Totale                                                   | 456.281 | 100,00 | 36    |

### Puglia

#### Provincia di Bari
| Liste                                                    | Voti    | %      | Seggi |
| -------------------------------------------------------- | ------- | ------ | ----- |
| Democrazia Cristiana (DC)                                | 263.377 | 42,0   | 16    |
| Partito Comunista Italiano (PCI)                         | 178.026 | 28,4   | 10    |
| Partito Socialista Italiano (PSI)                        | 73.260  | 11,7   | 4     |
| Partito Liberale Italiano (PLI)                          | 41.264  | 6,6    | 2     |
| Partito Socialista Unitario (PSU)                        | 37.909  | 6,0    | 2     |
| Partito Democratico Italiano di Unità Monarchica (PDIUM) | 33.152  | 5,3    | 2     |
| Totale                                                   | 626.988 | 100,00 | 36    |

#### Provincia di Brindisi
| Liste                                                   | Voti    | %      | Seggi |
| ------------------------------------------------------- | ------- | ------ | ----- |
| Democrazia Cristiana (DC)                               | 68.795  | 38,8   | 12    |
| Partito Comunista Italiano (PCI)                        | 49.253  | 27,8   | 9     |
| Movimento Sociale Italiano (MSI)                        | 24.805  | 14,0   | 4     |
| Partito Socialista Italiano (PSI)                       | 19.458  | 11,0   | 3     |
| Partito Socialista Unitario (PSU)                       | 5.875   | 3,3    | 1     |
| Partito Liberale Italiano (PLI)                         | 4.718   | 2,6    | 1     |
| Partito Socialista Italiano di Unità Proletaria (PSIUP) | 3.682   | 2,1    | -     |
| Partito Repubblicano Italiano (PRI)                     | 695     | 0,4    | -     |
| Totale                                                  | 177.281 | 100,00 |       |

#### Provincia di Lecce
| Liste                                                    | Voti    | %      | Seggi |
| -------------------------------------------------------- | ------- | ------ | ----- |
| Democrazia Cristiana (DC)                                | 134.987 | 40,1   | 13    |
| Partito Comunista Italiano (PCI)                         | 48.078  | 14,3   | 4     |
| Movimento Sociale Italiano (MSI)                         | 38.574  | 11,4   | 4     |
| Partito Socialista Italiano (PSI)                        | 37.638  | 11,2   | 3     |
| Partito Socialista Unitario (PSU)                        | 26.291  | 7,8    | 2     |
| Partito Liberale Italiano (PLI)                          | 17.480  | 5,2    | 1     |
| Partito Socialista Italiano di Unità Proletaria (PSIUP)  | 11.361  | 3,4    | 1     |
| Partito Repubblicano Italiano (PRI)                      | 11.343  | 3,4    | 1     |
| Partito Democratico Italiano di Unità Monarchica (PDIUM) | 10.901  | 3,2    | 1     |
| Totale                                                   | 336.653 | 100,00 | 30    |

#### Provincia di Taranto
| Liste                                                    | Voti    | %      | Seggi |
| -------------------------------------------------------- | ------- | ------ | ----- |
| Democrazia Cristiana (DC)                                | 94.611  | 40,0   | 13    |
| Partito Comunista Italiano (PCI)                         | 70.284  | 29,7   | 9     |
| Movimento Sociale Italiano (MSI)                         | 25.467  | 10,8   | 3     |
| Partito Socialista Italiano (PSI)                        | 17.111  | 7,2    | 2     |
| Partito Liberale Italiano (PLI)                          | 10.266  | 4,3    | 1     |
| Partito Socialista Unitario (PSU)                        | 7.075   | 3,0    | 1     |
| Partito Socialista Italiano di Unità Proletaria (PSIUP)  | 5.959   | 2,5    | 1     |
| Partito Democratico Italiano di Unità Monarchica (PDIUM) | 3.169   | 1,3    | -     |
| Partito Repubblicano Italiano (PRI)                      | 2.916   | 1,2    | -     |
| Totale                                                   | 236.818 | 100,00 | 30    |

### Basilicata

#### Provincia di Matera
| Liste                                                   | Voti   | %      | Seggi |
| ------------------------------------------------------- | ------ | ------ | ----- |
| Democrazia Cristiana (DC)                               | 37.974 | 39,6   | 10    |
| Partito Comunista Italiano (PCI)                        | 27.083 | 28,3   | 7     |
| Partito Socialista Italiano (PSI)                       | 9.475  | 9,9    | 2     |
| Partito Socialista Unitario (PSU)                       | 8.809  | 9,2    | 2     |
| Movimento Sociale Italiano (MSI)                        | 4.329  | 4,5    | 1     |
| Partito Socialista Italiano di Unità Proletaria (PSIUP) | 3.864  | 4,0    | 1     |
| Partito Liberale Italiano (PLI)                         | 3.408  | 3,6    | 1     |
| Altri                                                   | 899    | 0,9    | -     |
| Totale                                                  | 95.841 | 100,00 | 24    |

#### Provincia di Potenza
| Liste                                                   | Voti    | %      | Seggi |
| ------------------------------------------------------- | ------- | ------ | ----- |
| Democrazia Cristiana (DC)                               | 83.330  | 40,9   | 13    |
| Partito Comunista Italiano (PCI)                        | 43.444  | 21,3   | 7     |
| Partito Socialista Unitario (PSU)                       | 19.148  | 9,4    | 3     |
| Partito Socialista Italiano (PSI)                       | 16.718  | 8,2    | 2     |
| Partito Liberale Italiano (PLI)                         | 16.528  | 8,1    | 2     |
| Movimento Sociale Italiano (MSI)                        | 13.454  | 6,6    | 2     |
| Partito Socialista Italiano di Unità Proletaria (PSIUP) | 2.576   | 3,7    | 1     |
| Partito Repubblicano Italiano (PRI)                     | 3.670   | 1,8    | -     |
| Totale                                                  | 203.858 | 100,00 | 30    |

### Calabria

#### Provincia di Catanzaro
| Liste                                                   | Voti    | %      | Seggi |
| ------------------------------------------------------- | ------- | ------ | ----- |
| Democrazia Cristiana (DC)                               | 119.901 | 37,7   | 14    |
| Partito Comunista Italiano (PCI)                        | 80.349  | 25,3   | 9     |
| Partito Socialista Italiano (PSI)                       | 33.265  | 10,5   | 4     |
| Movimento Sociale Italiano (MSI)                        | 31.221  | 9,9    | 3     |
| Partito Liberale Italiano (PLI)                         | 16.308  | 5,1    | 2     |
| Partito Socialista Unitario (PSU)                       | 16.214  | 5,1    | 2     |
| Partito Socialista Italiano di Unità Proletaria (PSIUP) | 12.558  | 3,9    | 1     |
| Partito Repubblicano Italiano (PRI)                     | 8.088   | 2,5    | 1     |
| Totale                                                  | 318.004 | 100,00 | 36    |

#### Provincia di Cosenza
| Liste                                                   | Voti    | %      | Seggi |
| ------------------------------------------------------- | ------- | ------ | ----- |
| Democrazia Cristiana (DC)                               | 115.322 | 37,4   | 12    |
| Partito Comunista Italiano (PCI)                        | 73.824  | 24,0   | 7     |
| Partito Socialista Italiano (PSI)                       | 49.536  | 16,2   | 5     |
| Movimento Sociale Italiano (MSI)                        | 25.985  | 8,4    | 3     |
| Partito Liberale Italiano (PLI)                         | 15.097  | 4,9    | 1     |
| Partito Socialista Italiano di Unità Proletaria (PSIUP) | 13.502  | 4,4    | 1     |
| Partito Socialista Unitario (PSU)                       | 11.967  | 3,9    | 1     |
| Partito Repubblicano Italiano (PRI)                     | 2.785   | 0,9    | -     |
| Totale                                                  | 308.018 | 100,00 | 30    |

#### Provincia di Reggio Calabria
| Liste                                                   | Voti    | %      | Seggi |
| ------------------------------------------------------- | ------- | ------ | ----- |
| Democrazia Cristiana (DC)                               | 93.161  | 33,4   | 10    |
| Partito Comunista Italiano (PCI)                        | 57.869  | 20,7   | 6     |
| Partito Socialista Italiano (PSI)                       | 40.112  | 14,4   | 4     |
| Movimento Sociale Italiano (MSI)                        | 24.853  | 8,9    | 3     |
| Partito Socialista Italiano di Unità Proletaria (PSIUP) | 18.836  | 6,7    | 2     |
| Partito Socialista Unitario (PSU)                       | 18.624  | 6,7    | 2     |
| Partito Liberale Italiano (PLI)                         | 17.970  | 6,4    | 2     |
| Partito Repubblicano Italiano (PRI)                     | 7.796   | 2,8    | 1     |
| Totale                                                  | 279.221 | 100,00 | 30    |

### Sardegna

#### Provincia di Cagliari
| Liste                                                    | Voti    | %      | Seggi |
| -------------------------------------------------------- | ------- | ------ | ----- |
| Democrazia Cristiana (DC)                                | 133.922 | 38,0   | 14    |
| Partito Comunista Italiano (PCI)                         | 84.405  | 23,9   | 9     |
| Partito Socialista Italiano (PSI)                        | 27.160  | 7,7    | 3     |
| Partito Liberale Italiano (PLI)                          | 25.602  | 7,3    | 2     |
| Movimento Sociale Italiano (MSI)                         | 20.294  | 5,7    | 2     |
| Partito Democratico Italiano di Unità Monarchica (PDIUM) | 17.870  | 5,2    | 1     |
| Partito Socialista Italiano di Unità Proletaria (PSIUP)  | 17.857  | 5,1    | 2     |
| Partito Socialista Unitario (PSU)                        | 12.173  | 3,5    | 1     |
| Altri                                                    | 23.261  | 6,6    | 2     |
| Totale                                                   | 362.544 | 100,00 | 36    |

#### Provincia di Nuoro
| Liste                                                   | Voti    | %      | Seggi |
| ------------------------------------------------------- | ------- | ------ | ----- |
| Democrazia Cristiana (DC)                               | 53.761  | 42,7   | 11    |
| Partito Comunista Italiano (PCI)                        | 22.074  | 17,5   | 4     |
| Partito Sardo d'Azione (PSd'Az)                         | 15.010  | 11,9   | 3     |
| Partito Socialista Italiano (PSI)                       | 9.056   | 7,2    | 2     |
| Movimento Sociale Italiano (MSI)                        | 8.683   | 6,9    | 1     |
| Partito Socialista Italiano di Unità Proletaria (PSIUP) | 6.351   | 5,0    | 1     |
| Partito Socialista Unitario (PSU)                       | 5.722   | 4,5    | 1     |
| Partito Liberale Italiano (PLI)                         | 5.381   | 4,3    | 1     |
| Totale                                                  | 126.038 | 100,00 | 24    |

#### Provincia di Sassari
| Liste                                                    | Voti    | %      | Seggi |
| -------------------------------------------------------- | ------- | ------ | ----- |
| Democrazia Cristiana (DC)                                | 70.477  | 38,0   | 12    |
| Partito Comunista Italiano (PCI)                         | 32.557  | 17,6   | 5     |
| Partito Socialista Italiano (PSI)                        | 16.823  | 9,1    | 3     |
| Movimento Sociale Italiano (MSI)                         | 14.252  | 7,7    | 2     |
| Partito Socialista Unitario (PSU)                        | 12.820  | 7,4    | 2     |
| Partito Liberale Italiano (PLI)                          | 12.049  | 6,5    | 2     |
| Partito Democratico Italiano di Unità Monarchica (PDIUM) | 9.896   | 5,3    | 2     |
| Partito Sardo d'Azione (PSd'Az)                          | 7.855   | 4,2    | 1     |
| Partito Socialista Italiano di Unità Proletaria (PSIUP)  | 7.850   | 4,2    | 1     |
| Totale                                                   | 185.579 | 100,00 | 30    |